# チャイナエアライン

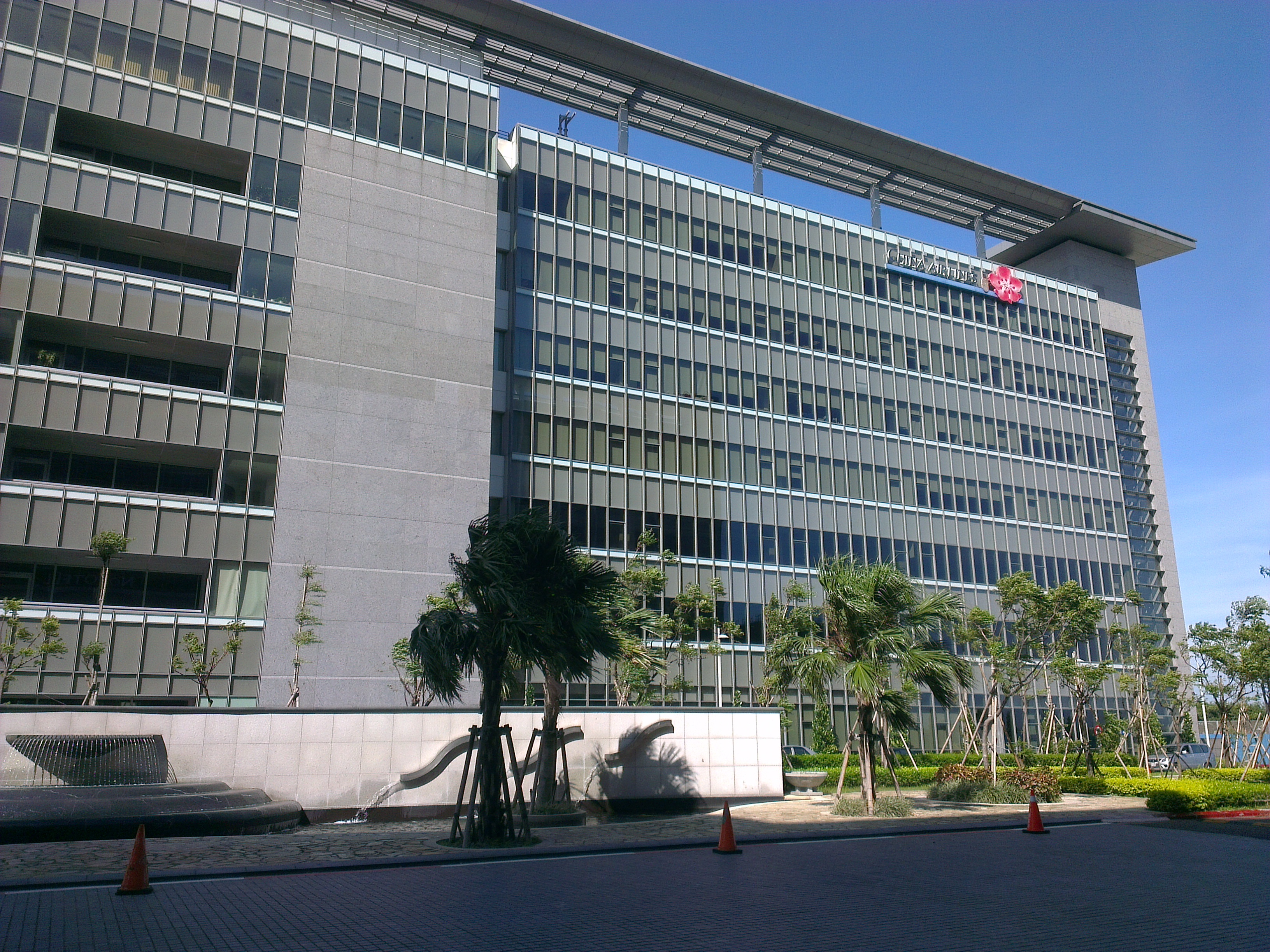
CAL Park - チャイナエアラインの本社 (新)

チャイナエアラインの本社 (旧)

チャイナエアライン（繁体字中国語: 中華航空、英語: China Airlines、XTAI：2610）は、台湾・桃園市に本社を置く航空会社で、台湾のフラッグ・キャリアである。。航空会社。中国語の略称は華航（フォアハン）。
航空券の座席予約システム（CRS）は、アマデウスITグループが運営するアマデウスを利用している。

## 名称について

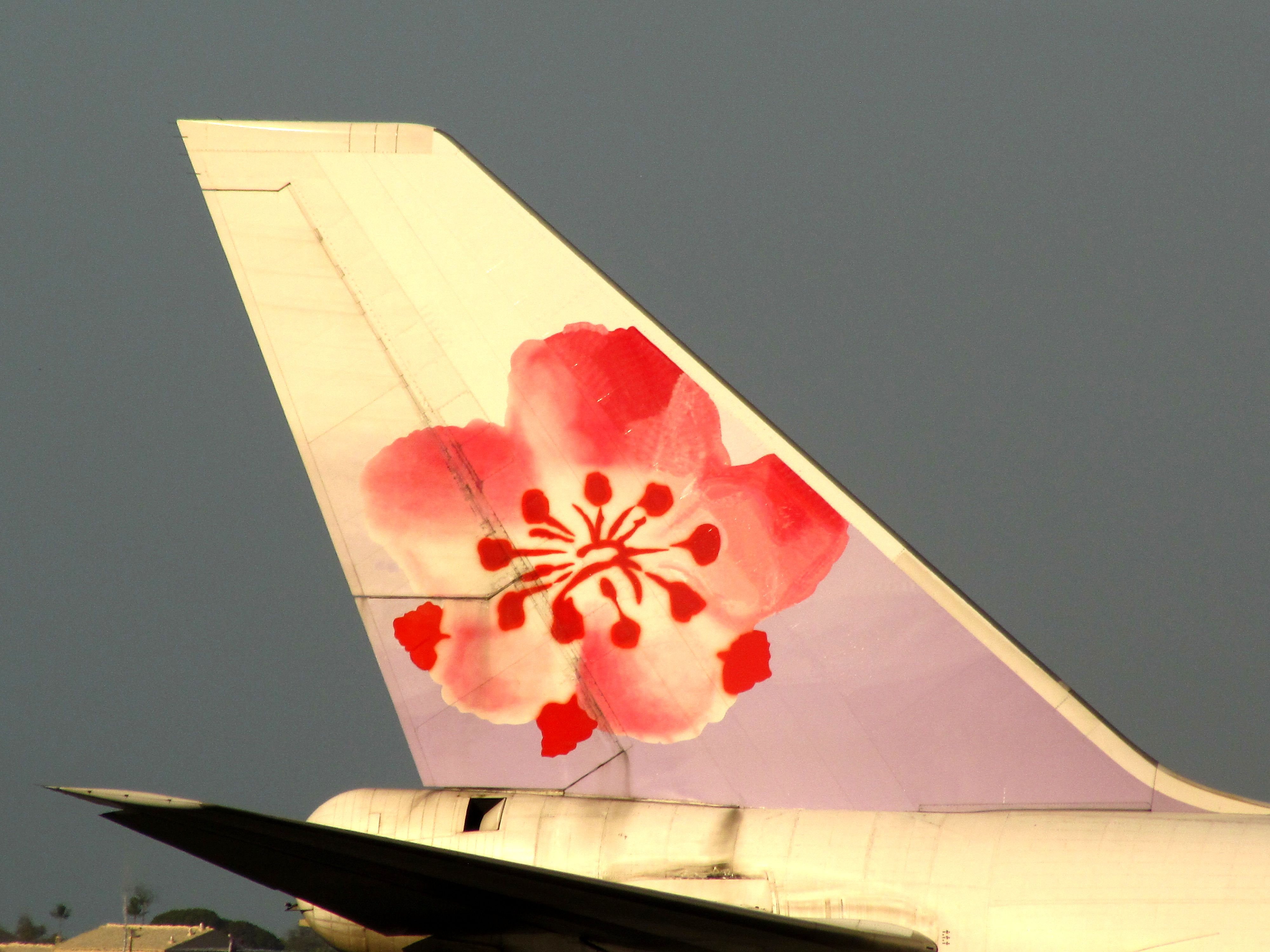
尾翼に大きく描かれた梅のロゴ

正式名称は、中国語圏で「中華航空公司」、大韓民国で「중화항공」（中華航空）、日本を含めた他の地域においては「チャイナ エアライン（China Airlines）」である。なお、現在も、一部の案内や報道では、日本における登記上の名称である「中華航空（ちゅうかこうくう）」と呼称される場合もあり、公式ウェブサイトでも「チャイナ エアライン（中華航空）」とページタイトルを付けている。なお、名称が似ている中国国際航空（Air China、エア・チャイナ）は中華人民共和国の民用航空局（中国民航）系の航空会社であり全く関係がない。
社名の「中華（China、チャイナ）」は台湾の国号、「中華民国」（Republic of China）に由来する。これは設立当時は台湾の政府、中華民国が自身を中国を唯一代表する政府と主張していたためである。英語の社名に「China」と入っていることから、中華人民共和国の航空会社だと誤解されるとして社名変更を呼び掛ける動きがあるが、改名にかかるコストが約40億円かかると試算されており、また台湾独立の動きとして中国の反発を招き、社名変更後に中国からの圧力によって運航に支障がでる可能性も指摘されている。一方で、新塗装の貨物機では、従来は前方に印字されていた社名の「CHINA AIRLINES」のロゴが従来よりも文字が小さくなり尾部に移され、代わりに胴体の前方に描かれた「CARGO」の「C」の文字の中に台湾本島のイラストが組み込まれ、中国の航空会社に間違えられるのを避けるようなデザインとなった。

## 歴史
- 1959年12月16日、中華民国空軍の退役軍人によって、中華民国国営の「中華航空公司」が設立された[6]。当時、中華民国（台湾）のフラッグキャリアは民航空運公司（CAT）であったが、二つの中国問題などで政治的影響を大きく受けていたため、外国勢力の影響を受けない第2の国営航空会社として設立された。
- 当初は、水陸両用機PBY-5Bを仕様して、台北-日月潭間の、不定期チャーター便のみを運航していた。
- 1962年、ダグラスDC-3、DC-4、YS-11を導入し、本格的に民間航空輸送業務を開始した。
- 1962年10月、初の定期路線として、台北 - 花蓮線を開設。
- 1966年、サイゴン（現ホーチミン）に就航した。
- 1967年、東京・大阪・沖縄線に就航し、日本路線を拡大した。
- 1970年、自社初のジェット機であるボーイング707型機を導入し、初の太平洋横断路線である台北 - 東京 - サンフランシスコ線に就航した。
- 1975年、日中国交樹立を受け、日本路線の全フライトを運休し、約1年間、運休状態が継続された。
- 1976年、デルタ航空から2機のボーイング747-100を導入し、香港-台北-東京-ホノルル-ロサンゼルス線に投入した。
- 1977年、4機のボーイング747SP型機を導入し、日本を経由しない北米へ直行便の運航を開始した。
- 1978年、東京の第2空港として成田国際空港が開港し、全ての航空会社の国際線を羽田空港から移管したが、2つの中国問題を受け、唯一チャイナエアラインは国内線専用となった羽田空港の使用を継続した。
- 1979年、台北松山空港から、新たに建設された中正国際空港(現・台北桃園国際空港)に、全便の運航を切り替えた。
- 1983年、バンコク経由アムステルダム線を開設し、台湾の航空会社として初めてのヨーロッパ路線を運航開始した。
- 1990年2月8日、ボーイング747-400型機を導入。
- 1991年、中国政府による「一つの中国」政策により、定期便の就航が継続できない地域への航空路確保を目的に、和信グループとの合弁でマンダリン航空を設立。
- 1993年より台湾証券取引所に上場した。
- 1995年10月7日、中国共産党が香港返還後の中国領土となった香港国際空港への乗り入れを盾に圧力をかけたことを受け、それまでは中華民国の国旗が尾翼にデザインされていたが、中華民国の国花である梅の花弁を尾翼にデザインした新塗装を導入した。同時に、機体の社名表記を「中華航空公司」から「CHINA AIRLINES」に変更した。「華航」という印影のデザインは残されている。呼出符号として用いられる「ダイナスティ（Dynasty）」は、英語の「王朝」という意味で、機内誌・各種サービスの名称にも使われる。

- 2002年4月18日、2つの中国問題により、エバー航空とともに国内線専用だった羽田空港に特例として就航していたが、国際関係の融和により、成田国際空港に路線を移管し、国際線空港の成田空港への就航を達成した。

- 2003年、54年間中止されてきた、中国大陸への直行便の運航を再開し、まず、上海行き春節チャーター便を運航した。

- 2006年、本社を台北市から桃園空港に隣接するCAL Parkへ移転。台北市のオフィスは台北支店として存続。
- 2009年より、中国本土への定期便運航を開始。
- 2010年9月14日に、航空連合・スカイチームへの加盟を発表し、2011年9月28日に正式加盟した[7][8]。
- 2012年以来、環境保護局、科学技術省、国立中央大学が主導する太平洋温室効果ガス測定(PGGM)プロジェクトに参加しており、2012年6月にB-18806(エアバスA340-300)、2016年7月にB-18317(エアバスA330-300)、2017年7月にB-18316(エアバスA330-300)の3機に「全地球観測システム(IAGOS)就航機」を搭載した。
- 2013年12月、シンガポールの格安航空会社タイガーエア・ホールディングスと合弁で、台湾を拠点にした格安航空会社のタイガーエア台湾を設立することを発表した。
- 2015年1月、ボーイング737、777、エアバスA320、A330、A340、A350XWBファミリーの胴体整備を専門とする航空MRO会社である、台湾航空機整備工程有限公司(TAMECO)を設立した。
- 2016年、旧式のボーイング747やエアバスA340を、ボーイング777やエアバスA350で置き換えたことにより、ファーストクラスの提供を終了した。
- 2016年6月25日、約2,500人の客室乗務員の所属する桃園客室乗務員組合が、台湾の航空史上初のストライキを実施した。
- 2016年12月1日からは、行政院の決定に基づき、11月22日に解散を決めたトランスアジア航空が運航していた路線のほとんど（金門－澎湖線を除く）を引き継くことになった[9][10]。
- 2019年5月、エアバスA321neoをリース14機、購入11機、オプション5機発注すると発表した。また、ボーイング777Fを3機発注した。

## 日本との関係

### 日本への運航便
機材などは変更となる場合がある。正確な情報は公式サイトを参照。
| 便名      | 路線      | 路線        | 機材                                                                          | コードシェア        |
| --------- | --------- | ----------- | ----------------------------------------------------------------------------- | ------------------- |
| CL220/221 | 台北/松山 | 東京/羽田   | エアバスA330-300                                                              | JL                  |
| CL222/223 | 台北/松山 | 東京/羽田   | エアバスA330-300                                                              | JL                  |
| CL100/101 | 台北/桃園 | 東京/成田   | - エアバスA350-900 - ボーイング777-300ER - エアバスA330-300 - エアバスA321neo | HA、JL              |
| CL104/105 | 台北/桃園 | 東京/成田   | - エアバスA350-900 - ボーイング777-300ER - エアバスA330-300 - エアバスA321neo | HA、JL              |
| CL106/107 | 台北/桃園 | 東京/成田   | - エアバスA350-900 - ボーイング777-300ER - エアバスA330-300 - エアバスA321neo | HA、JL              |
| CL108/109 | 台北/桃園 | 東京/成田   | - エアバスA350-900 - ボーイング777-300ER - エアバスA330-300 - エアバスA321neo | HA、JL              |
| CL152/153 | 台北/桃園 | 大阪/関西   | - エアバスA350-900 - ボーイング777-300ER - エアバスA330-300 - エアバスA321neo | HA、JL              |
| CL156/157 | 台北/桃園 | 大阪/関西   | - エアバスA350-900 - ボーイング777-300ER - エアバスA330-300 - エアバスA321neo | HA、JL              |
| CL172/173 | 台北/桃園 | 大阪/関西   | - エアバスA350-900 - ボーイング777-300ER - エアバスA330-300 - エアバスA321neo | HA、JL              |
| CL150/151 | 台北/桃園 | 中部        | エアバスA330-300                                                              | JL、KL（1往復）     |
| CL154/155 | 台北/桃園 | 中部        | - ボーイング737-800 - エアバスA321neo                                         | JL、KL（1往復）     |
| CL130/131 | 台北/桃園 | 札幌/新千歳 | - ボーイング777-300ER - エアバスA330-300 - エアバスA321neo                    | JL、KL              |
| CL110/111 | 台北/桃園 | 福岡        | - エアバスA330-300 - エアバスA321neo                                          | HA、JL、KL（2往復） |
| CL116/117 | 台北/桃園 | 福岡        | - エアバスA330-300 - エアバスA321neo                                          | HA、JL、KL（2往復） |
| CL128/129 | 台北/桃園 | 福岡        | - エアバスA330-300 - エアバスA321neo                                          | HA、JL、KL（2往復） |
| CL120/121 | 台北/桃園 | 那覇        | - エアバスA350-900 - ボーイング777-300ER - エアバスA330-300 - エアバスA321neo | JL、KL、MH          |
| CL122/123 | 台北/桃園 | 那覇        | - エアバスA350-900 - ボーイング777-300ER - エアバスA330-300 - エアバスA321neo | JL、KL、MH          |
| CL112/113 | 台北/桃園 | 広島        | エアバスA321neo                                                               | JL、KL              |
| CL194/195 | 台北/桃園 | 熊本        | エアバスA321neo                                                               | JL                  |
| CL124/125 | 台北/桃園 | 石垣        | エアバスA321neo                                                               |                     |
| CL278/279 | 台北/桃園 | 高松        | - エアバスA321neo - ボーイング737-800                                         | JL                  |
| CL118/119 | 台北/桃園 | 鹿児島      | - エアバスA321neo - ボーイング737-800                                         | JL                  |
| CL102/103 | 高雄      | 東京/成田   | - エアバスA321neo - ボーイング737-800                                         | JL                  |
| CL126/127 | 高雄      | 東京/成田   | - エアバスA321neo - ボーイング737-800                                         |                     |
| CL166/167 | 高雄      | 大阪/関西   | - ボーイング737-800                                                           | JL                  |
| CL176/177 | 高雄      | 大阪/関西   | - エアバスA330-300                                                            | JL                  |
| CL138/139 | 高雄      | 福岡        | - ボーイング737-800                                                           |                     |

コードシェア
- HA-ハワイアン航空
- JL-日本航空
- KL-KLMオランダ航空
- MH-マレーシア航空

### 日本との歴史
- 1967年4月1日に、初の日本路線となる羽田-伊丹-台北/松山線を就航。
- 1972年の日台断交につき、日本路線を運休[11]。
- 1974年4月には、伊丹-台北線運休[12]。
- 1975年10月1日に、東京-台北線、東京経由米国行きの便を再開[11]。
- 2002年、東京での発着空港を、羽田空港から成田空港に移転。（詳細後述）
- 2006年7月1日、関西-台北/桃園線に就航。大阪就航は32年ぶり[11][12]。
- 2010年1月21日、宮崎-台北/桃園線に就航。
- 2010年10月31日、羽田-台北/松山線に就航[13]。
- 2011年4月28日、ニューヨーク-大阪-台北/桃園線に就航。
- 2012年3月25日、鹿児島・静岡-台北/桃園線に就航[14][15]。
- 2012年4月16日、富山-台北/桃園線に就航。
- 2013年3月21日、高松-台北/桃園線に就航[16]。
- 2013年5月13日より、石垣-台北/桃園線に就航。
- 2013年5月25日、静岡-嘉義線のチャーター便就航[17]。
- 2013年10月11日、松山（愛媛）-台北/松山線のチャーター便就航[18]。
- 2015年10月26日、福岡-高雄線、熊本-高雄線に就航[19][20]。
- 2025年10月28日、台南-関西線に就航。台南空港からの日本路線は初めて[21]。
- 2017年1月10日より、羽田-台北/松山線に加え、日本航空（JAL）とチャイナエアラインが日台間を結ぶすべての便に於いて、双方でコードシェアを開始[22]。次の段階として、貨物便やマイレージサービス、日台双方の国内線にもコードシェアの拡大を予定している。
- 2020年3月18日、日本路線を運休。
- 2022年5月4日、羽田-台北/松山線の定期便運航を再開。使用機材はエアバスA321neo型機[23]。
- 2020年9月、関西、福岡、名古屋-台北/桃園線の運航を再開[24]。
- 2022年8月23日から、新千歳-台北/桃園線を再開[25]。
- 2023年9月18日から、熊本-台北/桃園線に新規就航[26]。
- 2023年1月4日から、広島-台北/桃園線の運航を、週4便で再開。
- 2024年1月1日から、那覇-高雄線の運航を週3便で再開。
- 2024年3月30日から、名古屋-台北/桃園線を1日2便に増便。
- 2024年5月7日から、鹿児島-台北/桃園線の運航を週2便で再開。
- 2025年4月15日から、福岡-高雄線の運航を開始。
- 2025年5月28日より、石垣-台北/桃園線の定期運航を再開。

### 日本航空との提携
チャイナエアラインは、日本では日本航空と提携している。ただし、日本航空はワンワールド加盟会社であり、チャイナエアラインはスカイチーム加盟会社であるため、アライアンスをまたいだ提携ということになる。これは、スターアライアンスメンバーで、日台間で提携している全日本空輸（ANA）とエバー航空に対抗する目的もある。なお、台湾のスターラックスがワンワールド加盟を予定しており、その際に日本航空との提携に変化が生じる可能性が高い。
2010年10月31日から、羽田-台北/松山線でコードシェアを開始し、2017年1月10日には、旅客と貨物分野における提携をさらに強化し、両社が運航する日本と台湾間の全路線、全便についてコードシェアを実施。2018年9月4日より、札幌、福岡、鹿児島発着の地方、離島路線7路線においてコードシェア運航を開始した。

## サービス
建築デザイナー陳瑞憲のもと、2015年より「Next Gen」と題したリブランディングプロジェクトを実施しており、客室の内装、食器、アメニティから制服、小物に至るまで、全デザインとコンセプトの統一を図り、台湾を代表する航空会社として、台湾の生活美における文化創造力を国際舞台にアピールするとしている。近年新コンセプト「Next Gen」によりデザインされたボーイング777-300ER、エアバスA350-900XWBのインテリアや機内食器は、独iFデザイン賞やグッドデザイン賞を獲得している。
2018年1月現在、Skytrax社による航空会社レーティングにおいて4ツ星の評価や、米グローバルトラベラーマガジン社の北アジアベストエアラインを5年連続受賞するなど、サービスに関して世界から高い評価を得ている。

### 機内食
医食同源の元に機内食メニューが考案されており、ビジネスクラスでは、トンポーロー・魯肉飯・粥などの中華料理、日本料理を選択することも可能な路線があり、ウェブサイトのE-メニューから事前予約を受け付けている。
また、飛行時間が1時間半を超える路線と、台北-香港間では、基本的にホットミールが提供されており、食のタブーに配慮した、精進料理や各種宗教料理、子供向け料理も、事前リクエストが可能となっている。

### 客室乗務員
台湾-日本間のフライトでは、就航開始時より原則すべての便に日本人乗務員が乗務しており、日本語対応ができる台湾人クルーも多く在籍している。
女性クルーの制服は1962年の制定時より、チャイナドレスをイメージモデルとして採用している。近年はピンクや紫をメインとした制服が人気であったが、2015年8月1日から14代目となる先進的なデザインの新制服へと変更となった。
なお、約120名の日本人クルーが成田ベースとして所属しているが、勤務体系や労働条件は台湾本社所属の乗務員とは大きく異なり、日台路線中心の乗務を行っている。

### マイレージ
マイレージサービスは「ダイナスティ・フライヤー」（華夏哩程酬賓計畫）と呼ばれるプログラムが提供されている。スカイチーム加盟各社のほか、マンダリン航空、ハワイアン航空と提携している。特典は家族や他人への譲渡が可能である。アメリカン・エキスプレスのポイントを同プログラムのマイルに転換することも可能である。

### 貨物部門
2014年現在、21機の貨物専用のボーイング747-400F型機が台北―成田、関西―シカゴ等、世界33空港に就航し、毎週91便の貨物便を運航している。
ワイドボディ、長距離路線を多く保有する旅客機の貨物スペースも活用し、台北をハブとしたネットワークで4大陸を結ぶ。日系キャリアを大きく引き離す取扱い国際貨物量129万6千トンを誇り、IATA国際航空カーゴキャリアとして第6位にランキングされている。

## 就航都市
| チャイナエアライン 就航都市（2020年1月現在） | チャイナエアライン 就航都市（2020年1月現在） | チャイナエアライン 就航都市（2020年1月現在）     | チャイナエアライン 就航都市（2020年1月現在） | チャイナエアライン 就航都市（2020年1月現在） |
| -------------------------------------------- | -------------------------------------------- | ------------------------------------------------ | -------------------------------------------- | -------------------------------------------- |
| 国 / 地域                                    | 都市                                         | 空港                                             | 備考                                         |                                              |
| 東アジア                                     |                                              |                                                  |                                              |                                              |
| 台湾                                         | 台北                                         | 台湾桃園国際空港                                 | メインハブ空港                               |                                              |
| 台湾                                         | 台北                                         | 台北松山空港                                     |                                              |                                              |
| 台湾                                         | 台中                                         | 台中国際空港                                     |                                              |                                              |
| 台湾                                         | 台南                                         | 台南空港                                         |                                              |                                              |
| 台湾                                         | 高雄                                         | 高雄国際空港                                     | 準ハブ空港                                   |                                              |
| 香港                                         | 香港                                         | 香港国際空港                                     | 準ハブ空港                                   |                                              |
| 中国                                         | 北京                                         | 北京首都国際空港                                 |                                              |                                              |
| 中国                                         | 上海                                         | 上海浦東国際空港                                 |                                              |                                              |
| 中国                                         | 上海                                         | 上海虹橋国際空港                                 |                                              |                                              |
| 中国                                         | 重慶                                         | 重慶江北国際空港                                 |                                              |                                              |
| 中国                                         | 広州                                         | 広州白雲国際空港                                 |                                              |                                              |
| 中国                                         | 深圳                                         | 深圳宝安国際空港                                 |                                              |                                              |
| 中国                                         | 大連                                         | 大連周水子国際空港                               |                                              |                                              |
| 中国                                         | 青島                                         | 青島流亭国際空港                                 |                                              |                                              |
| 中国                                         | 煙台                                         | 煙台萊山国際空港                                 |                                              |                                              |
| 中国                                         | 威海                                         | 威海大水泊空港                                   |                                              |                                              |
| 中国                                         | 鄭州                                         | 鄭州新鄭国際空港                                 | 貨物便のみ                                   |                                              |
| 中国                                         | 西安                                         | 西安咸陽国際空港                                 |                                              |                                              |
| 中国                                         | 南京                                         | 南京禄口国際空港                                 | 貨物便のみ                                   |                                              |
| 中国                                         | 無錫                                         | 蘇南碩放国際空港                                 |                                              |                                              |
| 中国                                         | 徐州                                         | 徐州観音空港                                     |                                              |                                              |
| 中国                                         | 合肥                                         | 合肥新橋国際空港                                 |                                              |                                              |
| 中国                                         | 南昌                                         | 南昌昌北国際空港                                 |                                              |                                              |
| 中国                                         | 武漢                                         | 武漢天河国際空港                                 |                                              |                                              |
| 中国                                         | 成都                                         | 成都双流国際空港                                 |                                              |                                              |
| 中国                                         | 廈門                                         | 廈門高崎国際空港                                 | 貨物便のみ                                   |                                              |
| 中国                                         | 海口                                         | 海口美蘭国際空港                                 |                                              |                                              |
| 中国                                         | 三亜                                         | 三亜鳳凰国際空港                                 |                                              |                                              |
| 日本                                         | 東京                                         | 東京国際空港                                     |                                              |                                              |
| 日本                                         | 東京                                         | 成田国際空港                                     | 焦点空港                                     |                                              |
| 日本                                         | 大阪                                         | 関西国際空港                                     |                                              |                                              |
| 日本                                         | 名古屋                                       | 中部国際空港                                     |                                              |                                              |
| 日本                                         | 札幌                                         | 新千歳空港                                       |                                              |                                              |
| 日本                                         | 福岡                                         | 福岡空港                                         |                                              |                                              |
| 日本                                         | 沖縄                                         | 那覇空港                                         |                                              |                                              |
| 日本                                         | 富山                                         | 富山空港                                         | 運休中                                       |                                              |
| 日本                                         | 静岡                                         | 静岡空港                                         | 運休中                                       |                                              |
| 日本                                         | 広島                                         | 広島空港                                         |                                              |                                              |
| 日本                                         | 高松                                         | 高松空港                                         |                                              |                                              |
| 日本                                         | 熊本                                         | 熊本空港                                         |                                              |                                              |
| 日本                                         | 宮崎                                         | 宮崎空港                                         | 運休中                                       |                                              |
| 日本                                         | 鹿児島                                       | 鹿児島空港                                       |                                              |                                              |
| 日本                                         | 石垣                                         | 石垣空港                                         | ※季節運航（夏季スケジュール）                |                                              |
| 韓国                                         | ソウル                                       | 仁川国際空港                                     |                                              |                                              |
| 韓国                                         | ソウル                                       | 金浦国際空港                                     |                                              |                                              |
| 韓国                                         | 釜山                                         | 金海国際空港                                     | [ 35 ]                                       |                                              |
| 東南アジア                                   |                                              |                                                  |                                              |                                              |
| フィリピン                                   | マニラ                                       | ニノイ・アキノ国際空港                           |                                              |                                              |
| フィリピン                                   | カリボ                                       | カリボ国際空港                                   | マンダリン航空から再移管                     |                                              |
| フィリピン                                   | セブ                                         | マクタン・セブ国際空港                           | [ 36 ]                                       |                                              |
| ベトナム                                     | ハノイ                                       | ノイバイ国際空港                                 |                                              |                                              |
| ベトナム                                     | ホーチミンシティ                             | タンソンニャット国際空港                         |                                              |                                              |
| カンボジア                                   | プノンペン                                   | プノンペン国際空港                               |                                              |                                              |
| タイ                                         | バンコク                                     | スワンナプーム国際空港                           | 焦点空港                                     |                                              |
| タイ                                         | チェンマイ                                   | チェンマイ国際空港                               | [ 37 ]                                       |                                              |
| ミャンマー                                   | ヤンゴン                                     | ヤンゴン国際空港                                 |                                              |                                              |
| マレーシア                                   | クアラルンプール                             | クアラルンプール国際空港                         |                                              |                                              |
| マレーシア                                   | ペナン                                       | ペナン国際空港                                   |                                              |                                              |
| シンガポール                                 | シンガポール                                 | シンガポール・チャンギ国際空港                   | 焦点空港                                     |                                              |
| インドネシア                                 | ジャカルタ                                   | スカルノ・ハッタ国際空港                         |                                              |                                              |
| インドネシア                                 | スラバヤ                                     | ジュアンダ国際空港                               | シンガポール経由                             |                                              |
| インドネシア                                 | デンパサール                                 | ングラ・ライ国際空港                             |                                              |                                              |
| 南アジア                                     |                                              |                                                  |                                              |                                              |
| インド                                       | デリー                                       | インディラ・ガンディー国際空港                   |                                              |                                              |
| 西アジア                                     |                                              |                                                  |                                              |                                              |
| アラブ首長国連邦                             | ドバイ                                       | アール・マクトゥーム国際空港                     | 貨物便のみ                                   |                                              |
| ヨーロッパ                                   |                                              |                                                  |                                              |                                              |
| オーストリア                                 | ウィーン                                     | ウィーン国際空港                                 |                                              |                                              |
| チェコ                                       | プラハ                                       | ルズィニエ国際空港                               | 貨物便のみ                                   |                                              |
| ドイツ                                       | フランクフルト                               | フランクフルト空港                               |                                              |                                              |
| オランダ                                     | アムステルダム                               | アムステルダム・スキポール空港                   |                                              |                                              |
| ルクセンブルク                               | ルクセンブルク                               | ルクセンブルク＝フィンデル空港                   | 貨物便のみ                                   |                                              |
| イギリス                                     | ロンドン                                     | ガトウィック空港                                 | [ 38 ]                                       |                                              |
| イタリア                                     | ローマ                                       | フィウミチーノ空港                               |                                              |                                              |
| 北アメリカ                                   |                                              |                                                  |                                              |                                              |
| カナダ                                       | バンクーバー                                 | バンクーバー国際空港                             |                                              |                                              |
| アメリカ合衆国                               | ホノルル                                     | ホノルル国際空港                                 |                                              |                                              |
| アメリカ合衆国                               | アンカレッジ                                 | テッド・スティーブンス・アンカレッジ国際空港     | 貨物便のみ                                   |                                              |
| アメリカ合衆国                               | シアトル                                     | シアトル・タコマ国際空港                         | 貨物便のみ                                   |                                              |
| アメリカ合衆国                               | サンフランシスコ                             | サンフランシスコ国際空港                         |                                              |                                              |
| アメリカ合衆国                               | ロサンゼルス                                 | ロサンゼルス国際空港                             |                                              |                                              |
| アメリカ合衆国                               | オンタリオ                                   | オンタリオ国際空港                               | [ 39 ]                                       |                                              |
| アメリカ合衆国                               | ダラス                                       | ダラス・フォートワース国際空港                   | 貨物便のみ                                   |                                              |
| アメリカ合衆国                               | ヒューストン                                 | ジョージ・ブッシュ・インターコンチネンタル空港   | 貨物便のみ                                   |                                              |
| アメリカ合衆国                               | シカゴ                                       | シカゴ・オヘア国際空港                           | 貨物便のみ                                   |                                              |
| アメリカ合衆国                               | アトランタ                                   | ハーツフィールド・ジャクソン・アトランタ国際空港 | 貨物便のみ                                   |                                              |
| アメリカ合衆国                               | マイアミ                                     | マイアミ国際空港                                 | 貨物便のみ                                   |                                              |
| アメリカ合衆国                               | ニューヨーク                                 | ジョン・F・ケネディ国際空港                      |                                              |                                              |
| アメリカ合衆国                               | フェニックス                                 | フェニックス・スカイハーバー国際空港             | 2025年12月3日より運航開始予定                |                                              |
| オセアニア                                   |                                              |                                                  |                                              |                                              |
| パラオ                                       | パラオ                                       | パラオ国際空港                                   |                                              |                                              |
| オーストラリア                               | シドニー                                     | シドニー国際空港                                 |                                              |                                              |
| オーストラリア                               | ブリスベン                                   | ブリスベン国際空港                               |                                              |                                              |
| オーストラリア                               | メルボルン                                   | メルボルン国際空港                               |                                              |                                              |
| ニュージーランド                             | オークランド                                 | オークランド国際空港                             | ブリスベン経由                               |                                              |
| ニュージーランド                             | クライストチャーチ                           | クライストチャーチ国際空港                       | メルボルン経由 季節運航（冬季スケジュール）  |                                              |
| 休・廃止路線                                 |                                              |                                                  |                                              |                                              |
| 中国                                         | 福州                                         | 福州長楽国際空港                                 | 貨物便のみ                                   |                                              |
| 中国                                         | 常州                                         | 常州奔牛空港                                     |                                              |                                              |
| 中国                                         | ウルムチ市                                   | ウルムチ地窩堡国際空港                           |                                              |                                              |
| タイ                                         | プーケット                                   | プーケット国際空港                               |                                              |                                              |
| インドネシア                                 | メダン                                       | ポロニア国際空港                                 |                                              |                                              |
| インド                                       | チェンナイ                                   | チェンナイ国際空港                               | 貨物便のみ                                   |                                              |
| スリランカ                                   | コロンボ                                     | バンダラナイケ国際空港                           | 貨物便のみ                                   |                                              |
| アラブ首長国連邦                             | アブダビ                                     | アブダビ国際空港                                 | 旅客便、貨物便                               |                                              |
| アラブ首長国連邦                             | ドバイ                                       | ドバイ国際空港                                   | 貨物便のみ                                   |                                              |
| サウジアラビア                               | ダーラン                                     | ダーラン国際空港                                 |                                              |                                              |
| サウジアラビア                               | ジッダ                                       | キング・アブドゥルアズィーズ国際空港             |                                              |                                              |
| スウェーデン                                 | ストックホルム                               | ストックホルム・アーランダ空港                   | 貨物便のみ                                   |                                              |
| スイス                                       | チューリッヒ                                 | チューリッヒ国際空港                             |                                              |                                              |
| イギリス                                     | ロンドン                                     | ヒースロー国際空港                               |                                              |                                              |
| イギリス                                     | マンチェスター                               | マンチェスター空港                               | 貨物便のみ                                   |                                              |
| イタリア                                     | ミラノ                                       | ミラノ・マルペンサ国際空港                       | 貨物便のみ                                   |                                              |
| エジプト                                     | カイロ                                       | カイロ国際空港                                   |                                              |                                              |
| 南アフリカ共和国                             | ヨハネスブルグ                               | ヨハネスブルグ国際空港                           |                                              |                                              |
| アメリカ合衆国                               | シアトル                                     | シアトル・タコマ国際空港                         | 旅客便                                       |                                              |
| アメリカ合衆国                               | ヒューストン                                 | ジョージ・ブッシュ・インターコンチネンタル空港   | 旅客便                                       |                                              |
| アメリカ合衆国                               | ナッシュビル                                 | ナッシュビル国際空港                             | 貨物便のみ                                   |                                              |
| グアム                                       | グアム                                       | グアム国際空港                                   |                                              |                                              |

## 機材
チャイナエアラインが発注したボーイング社製航空機の顧客番号（カスタマーコード）は09で、航空機の形式名は747SP-09, 747-209B, 747-409, 737-809 などとなる。

### 運用機材
| 機材                | 保有数 | 発注数 | 座席数 | 座席数 | 座席数 | 座席数 | 座席数 | 備考 |
| 機材                | 保有数 | 発注数 | C+     | C      | W      | Y      | 計     | 備考 |
| ------------------- | ------ | ------ | ------ | ------ | ------ | ------ | ------ | --- |
| エアバスA321neo     | 17     | 19     | -      | 12     | -      | 168    | 180    | 5機のオプション付き 737-800を置き換え予定                                                                                        |
| エアバスA330-300    | 16     | -      | -      | 30     | -      | 277    | 307    | 787に置き換え予定 |
| エアバスA330-300    | 16     | -      | -      | 36     | -      | 277    | 313    | 787に置き換え予定 |
| エアバスA350-900    | 14     | 5      | -      | 32     | 31     | 243    | 306    | B-18919（300席仕様）は元スカンジナビア航空仕様機、 ローマ(CI75/CI76)・シンガポール(CI753/CI754)便固定運用 2027年より客室改修予定 |
| エアバスA350-900    | 1      | 5      | -      | 40     | 32     | 228    | 300    | B-18919（300席仕様）は元スカンジナビア航空仕様機、 ローマ(CI75/CI76)・シンガポール(CI753/CI754)便固定運用 2027年より客室改修予定 |
| エアバスA350-1000   | -      | 10     | 未定   | 未定   | 未定   | 未定   | 未定   | 5機のオプション付き 2029年以降納入予定 777-300ERを置き換え予定                                                                   |
| ボーイング737-800   | 9      | -      | -      | 8      | -      | 150    | 158    | A321neoに置き換え予定 |
| ボーイング737-800   | 9      | -      | -      | 8      | -      | 153    | 161    | A321neoに置き換え予定 |
| ボーイング777-300ER | 10     | -      | -      | 40     | 62     | 256    | 358    | 777-9とA350-1000に置き換え予定                                                                                                   |
| ボーイング777-9     | -      | 10     | 未定   | 未定   | 未定   | 未定   | 未定   | 5機のオプション付き 2030年より導入予定 777-300ERを置き換え予定                                                                   |
| ボーイング787-9     | -      | 18     | 未定   | 未定   | 未定   | 未定   | 未定   | 2025年より導入予定 A330-300を置き換え予定                                                                                        |
| ボーイング787-10    | -      | 6      | 未定   | 未定   | 未定   | 未定   | 未定   | 2025年より導入予定 A330-300を置き換え予定                                                                                        |
| 貨物機              |        |        |        |        |        |        |        | |
| ボーイング747-400F  | 8      | -      | 貨物   | 貨物   | 貨物   | 貨物   | 貨物   | 777-8Fに置き換え予定 |
| ボーイング777F      | 10     | -      | 貨物   | 貨物   | 貨物   | 貨物   | 貨物   | |
| ボーイング777-8F    | -      | 4      | 貨物   | 貨物   | 貨物   | 貨物   | 貨物   | 4機のオプション付き 2030年より導入予定 747-400Fを置き換え予定                                                                    |
| 合計                | 85     | 72     |        |        |        |        |        | |

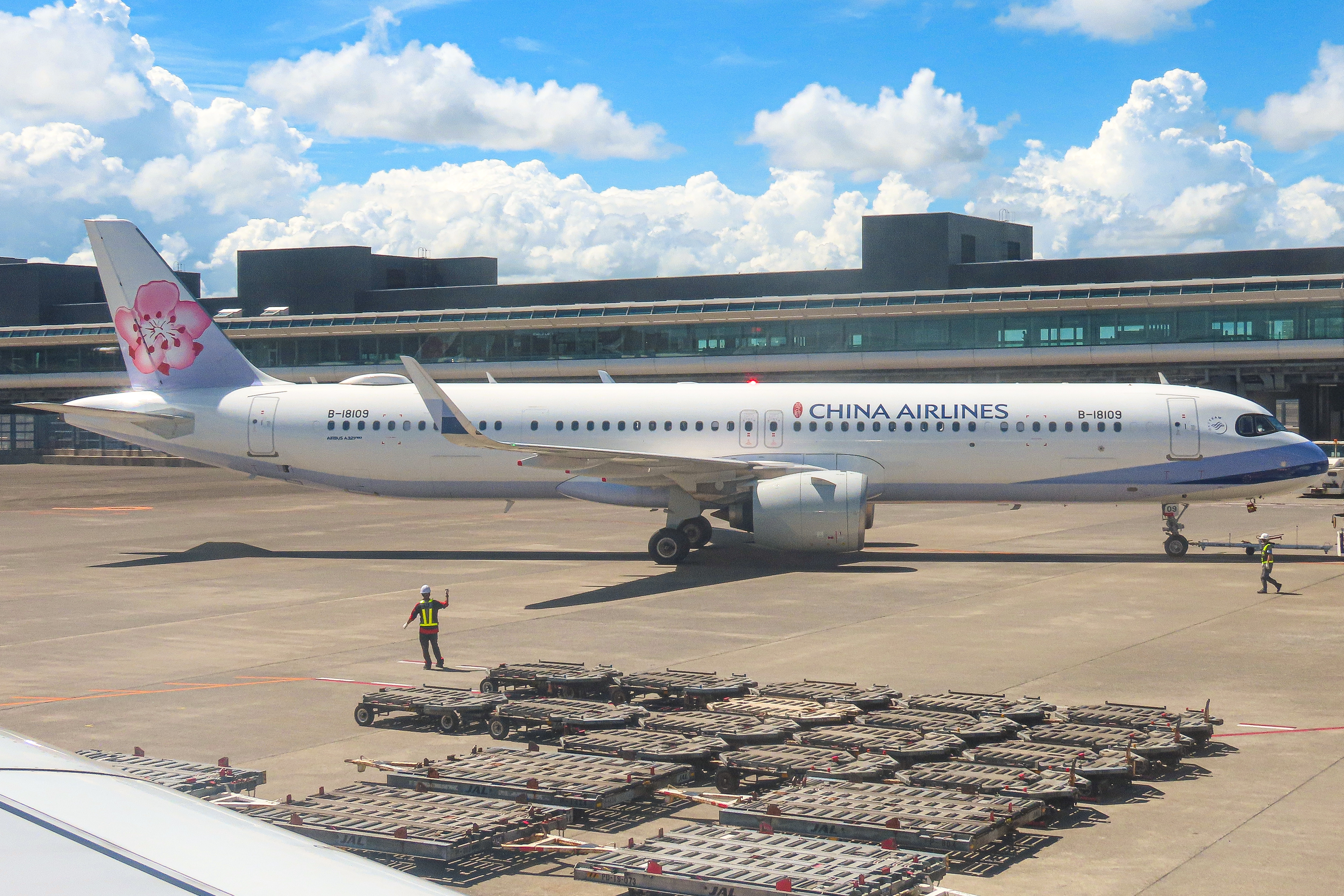
エアバスA321neo
エアバスA321neo（ピカチュウジェットCI）
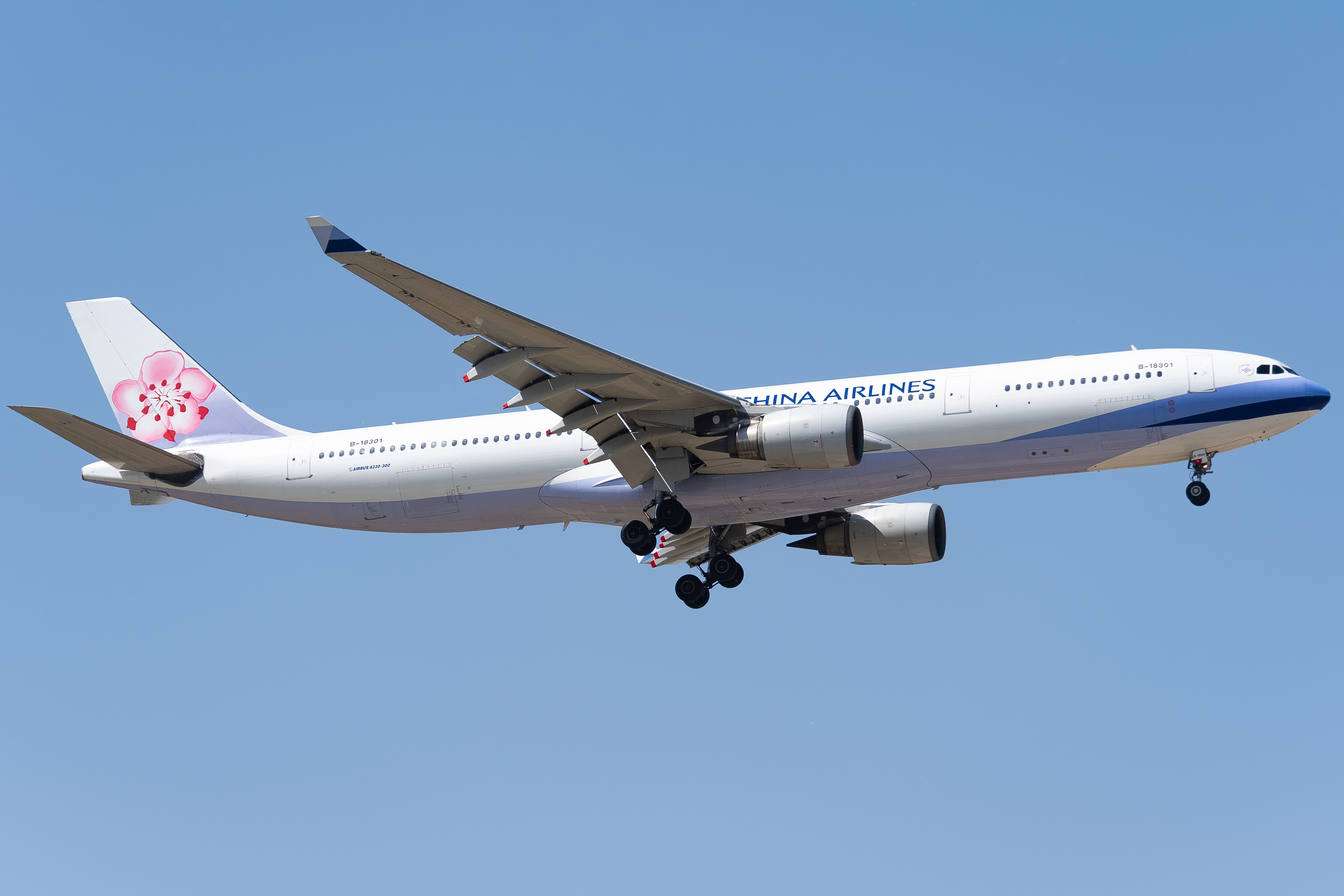
エアバスA330-300
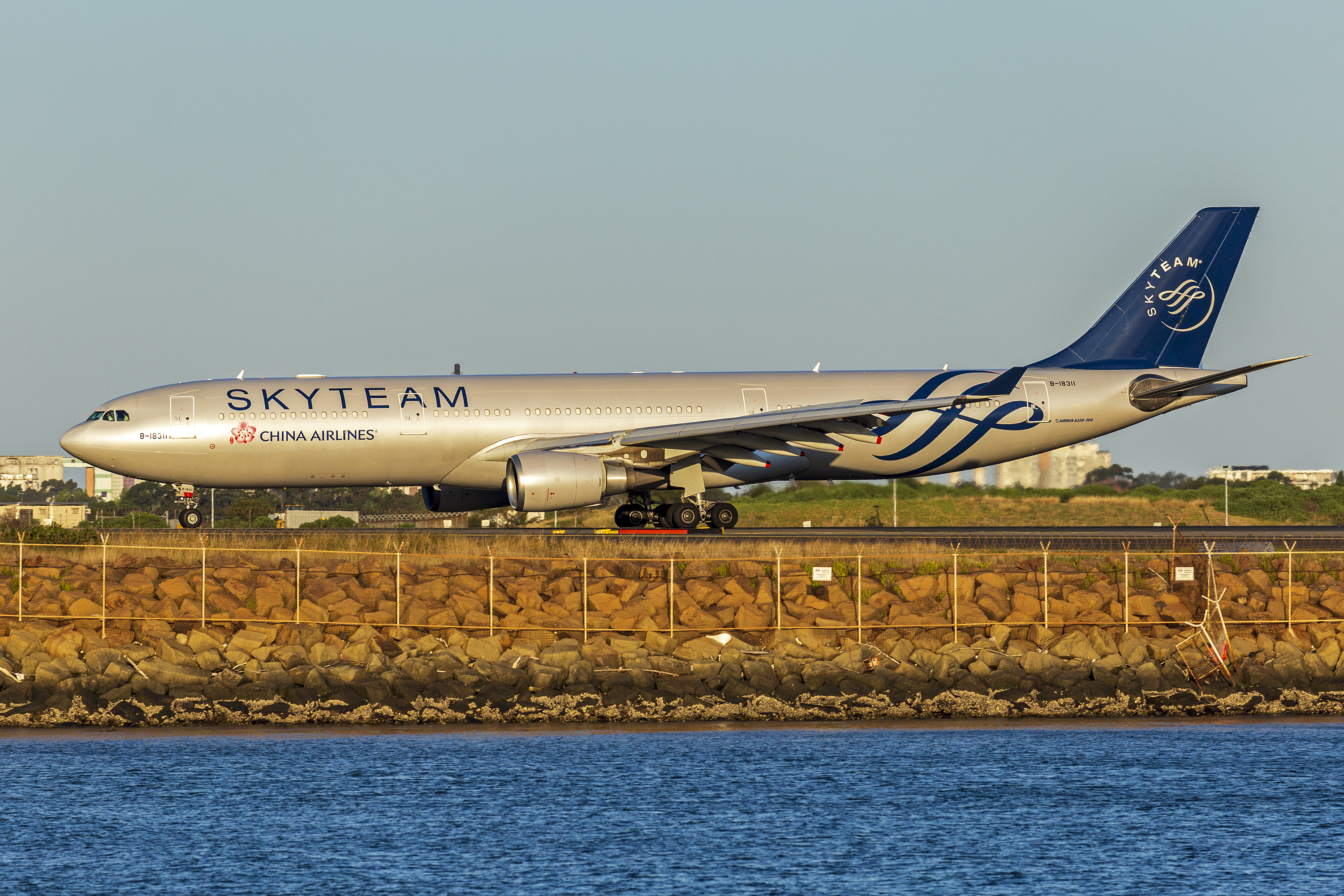
エアバスA330-300（スカイチーム塗装）
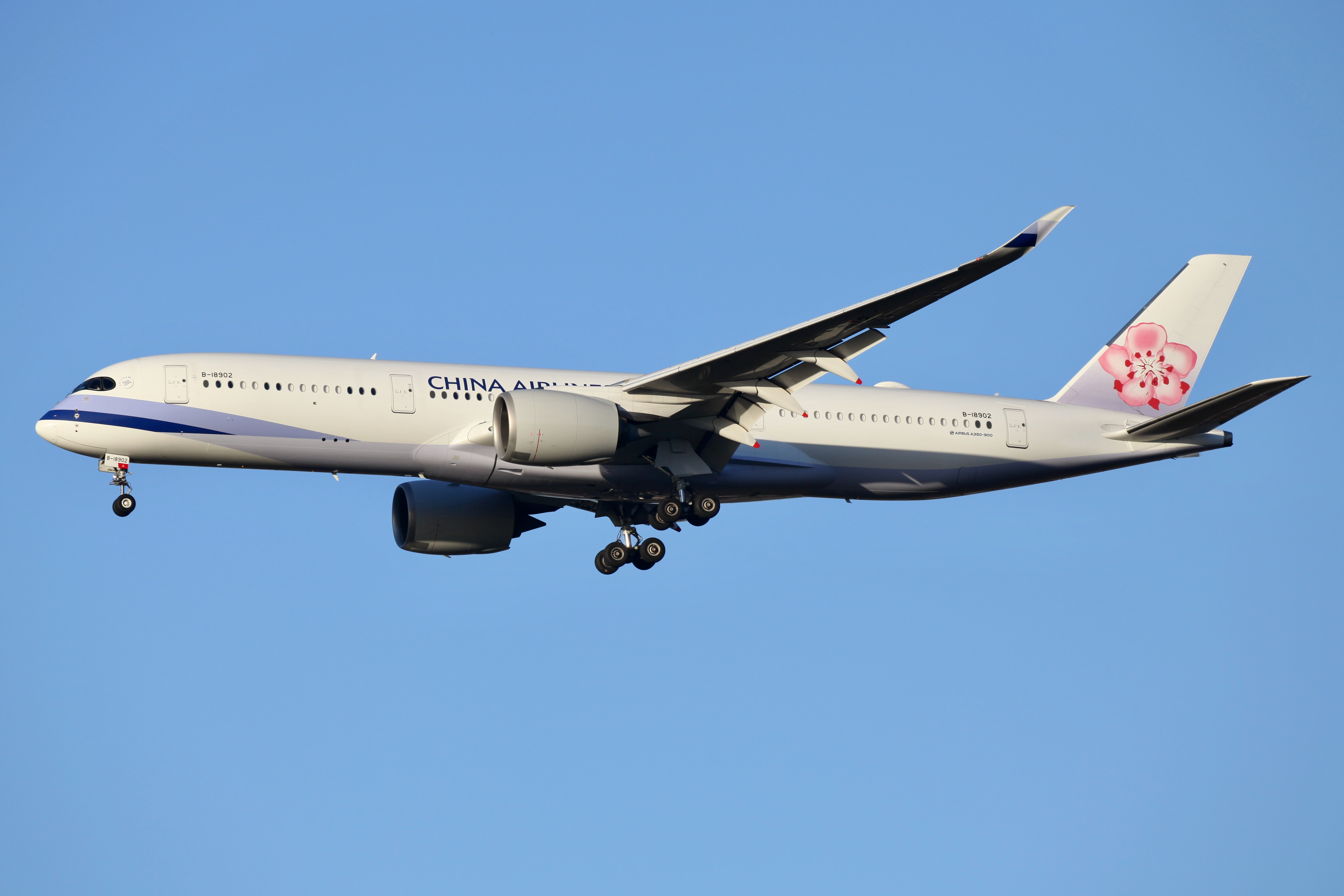
エアバスA350-900
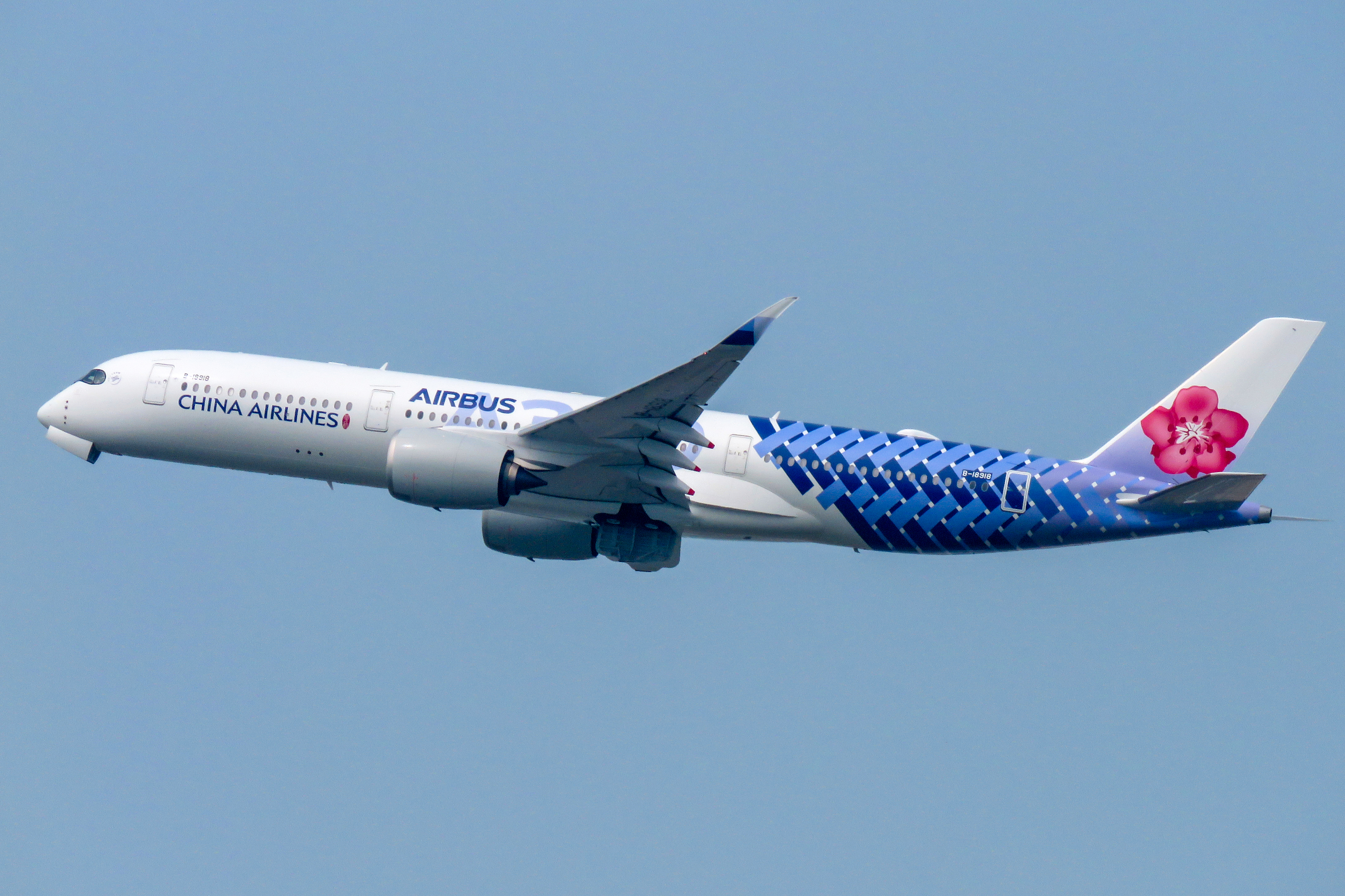
エアバスA350-900（カーボンファイバー・エアバス）
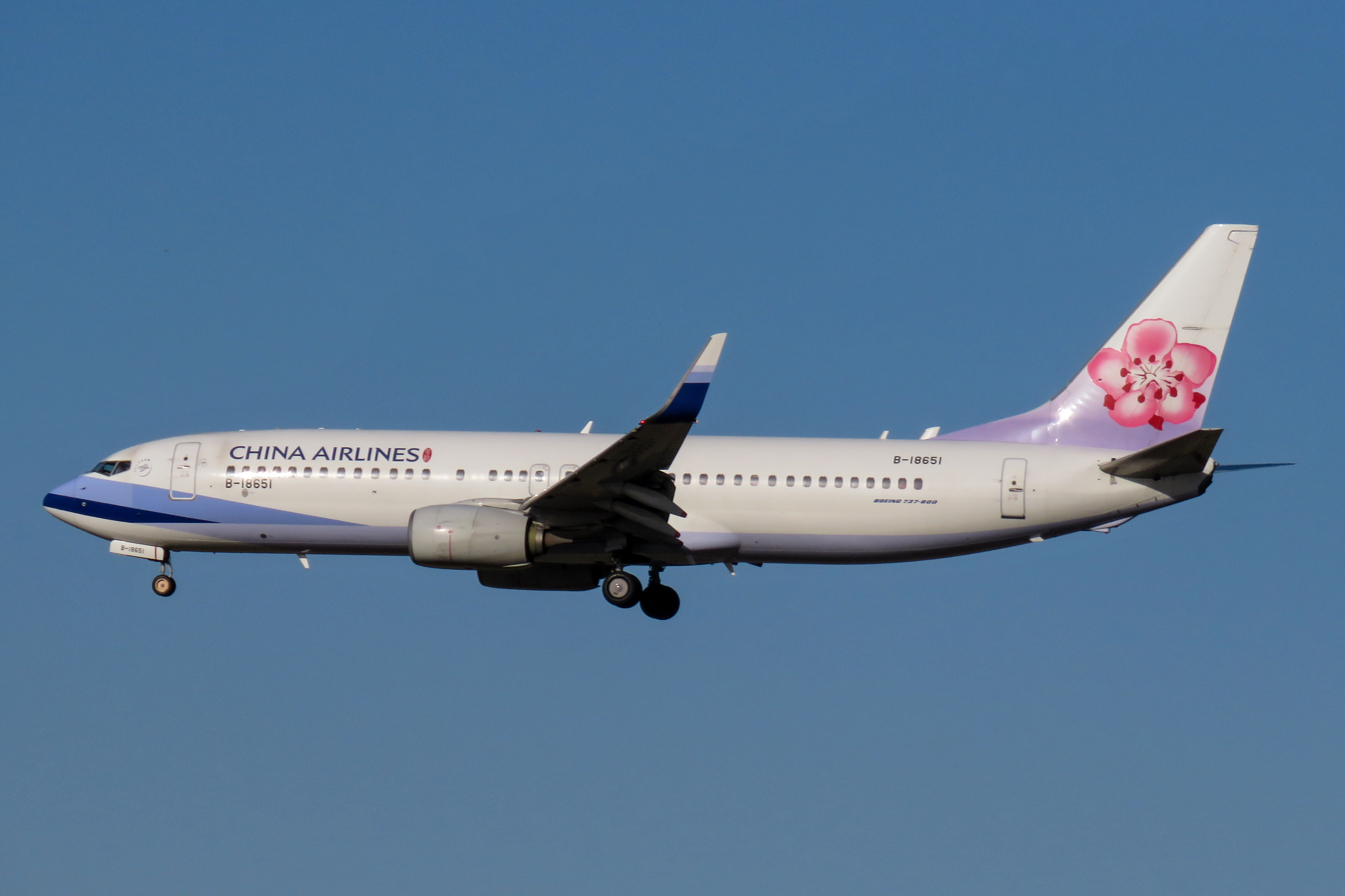
ボーイング737-800
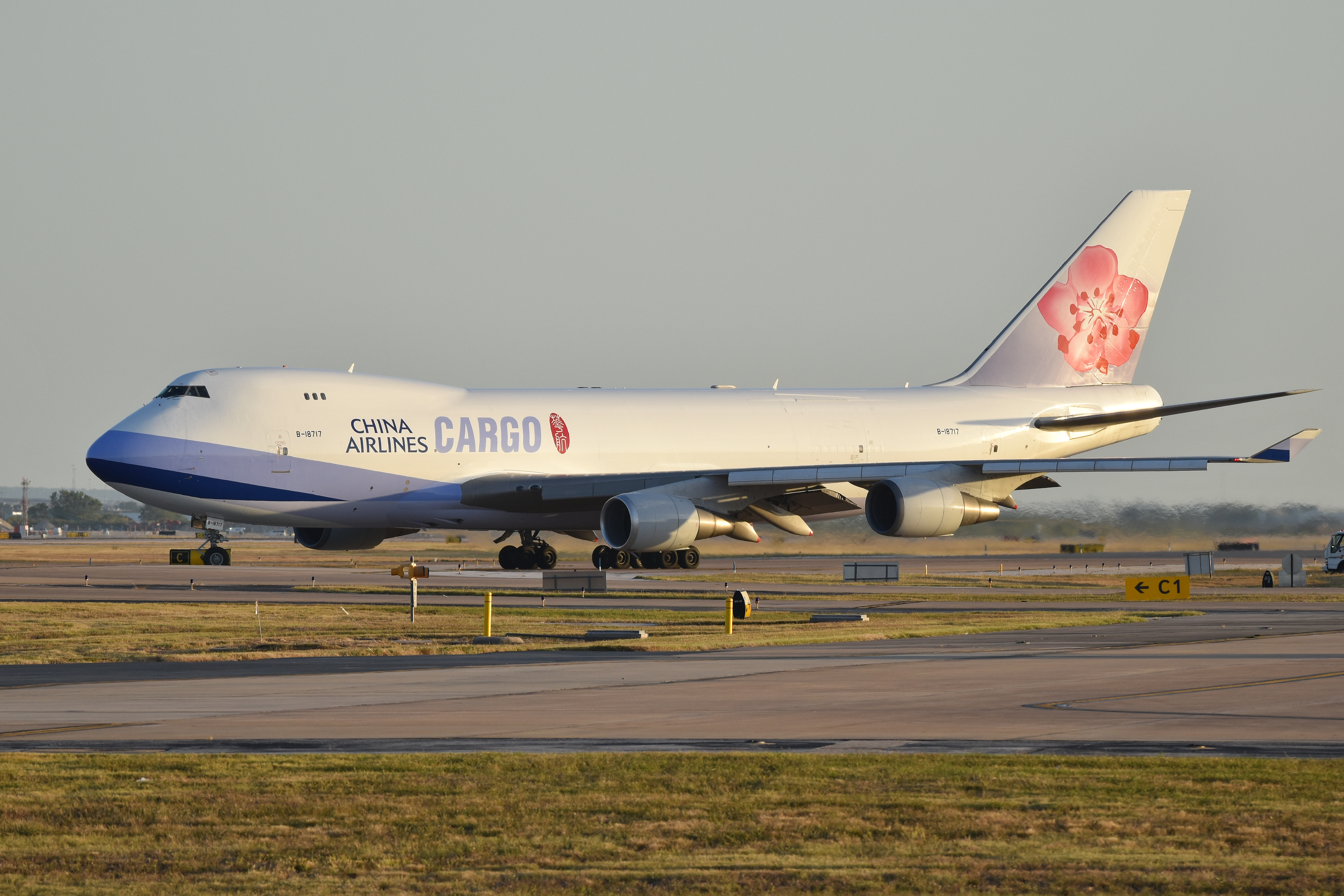
ボーイング747-400F
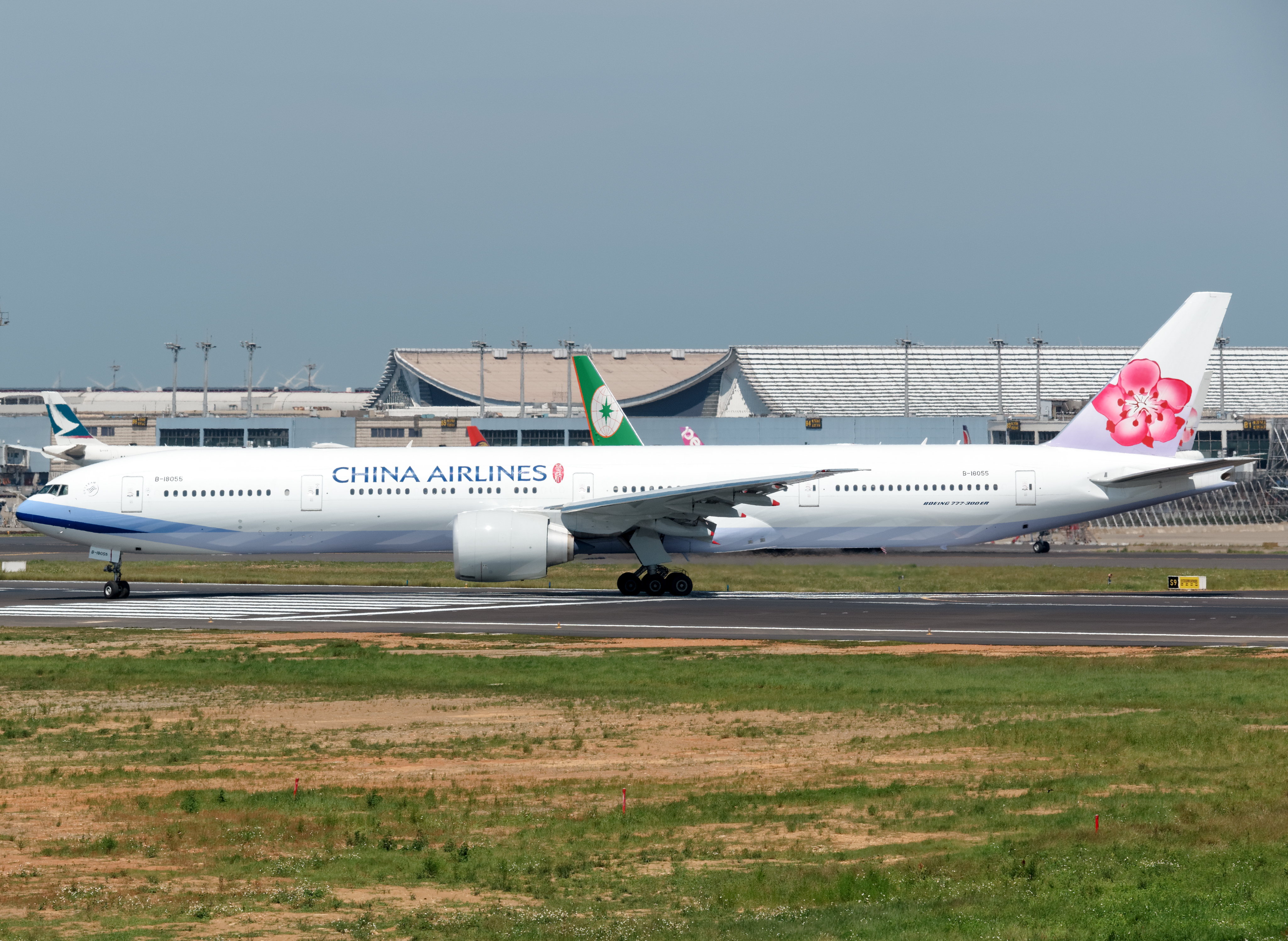
ボーイング777-300ER
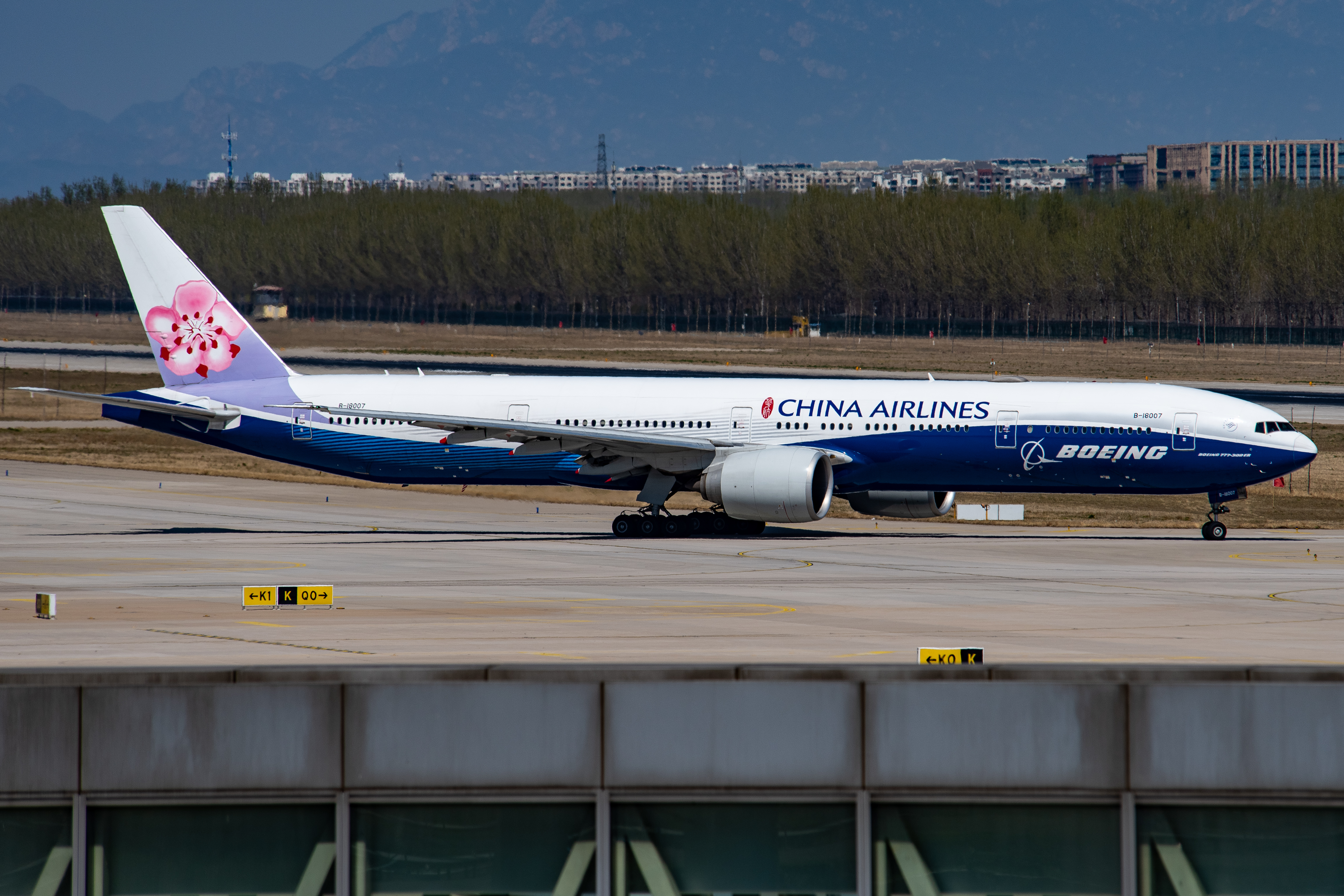
ボーイング777-300ER（ボーイング特別塗装機）
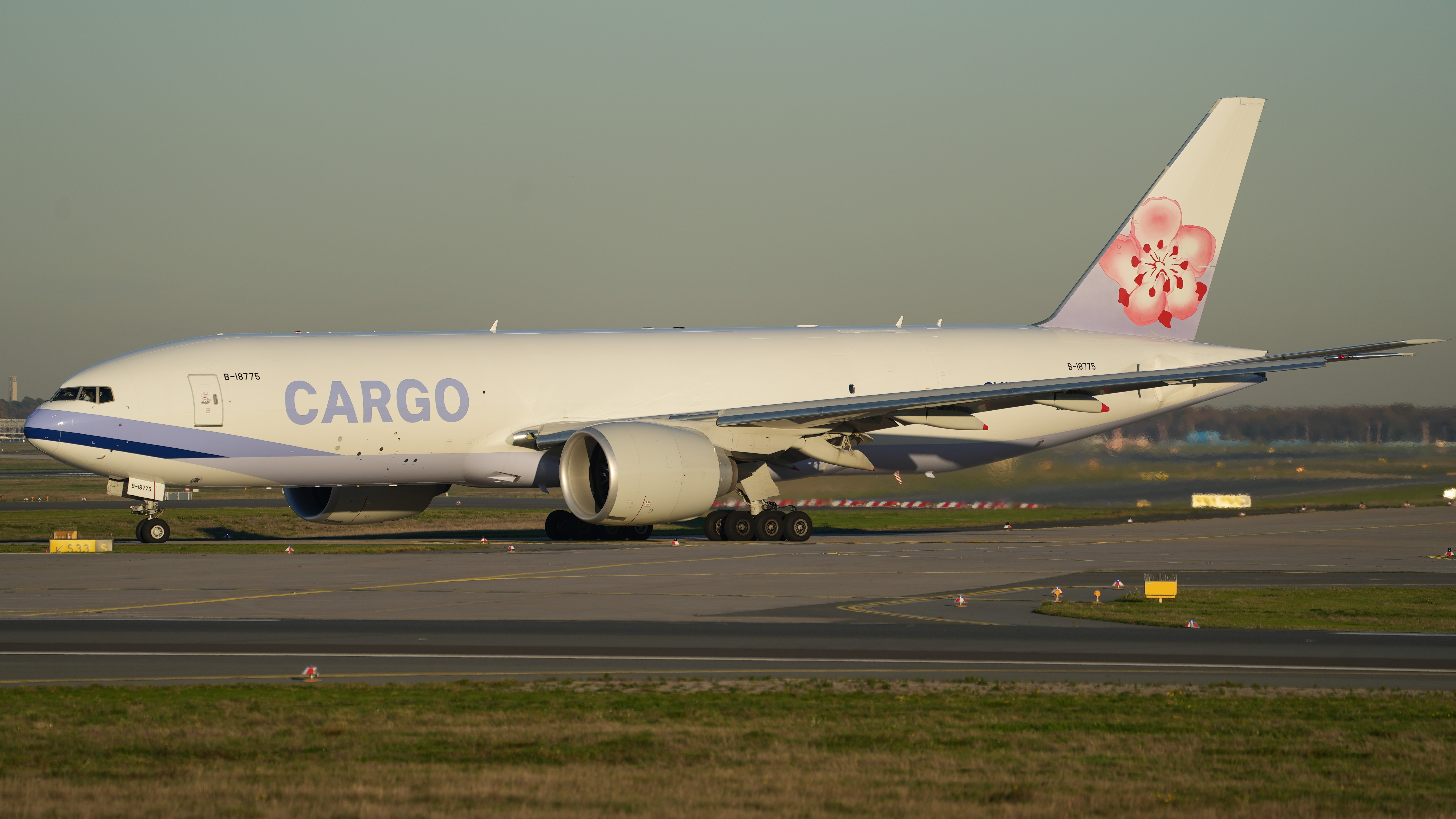
ボーイング777F

### 退役機材
※年代順
- PBY カタリナ (1959-1966)
- ダグラス DC-3 (1959-1976）
- ダグラス DC-4 (1962-1975)
- ロッキード L-1049 コンステレーション (1966-1969)
- ボーイング727-100 (1967-1982)
- ボーイング707-320 (1969-1985)
- YS-11 (1970-1979)
- シュド・カラベル (1970-1980)
- マクドネル・ダグラス DC-10 (1974)
※N54643、運航開始前に売却
- ボーイング747-100 (1976-1984)
- ボーイング737-200 (1976-1997)
- ボーイング747-SP (1977-1999)
- ボーイング747-200B/200F/200SF (1978-2004)
- ボーイング767-200 (1982-1989)
- エアバスA300B4-200 (1985-2001)
- エアバスA300-600R (1987-2007)
- ボーイング747-400 (1990-2021)
※旅客型
- マクドネル・ダグラス MD-11 (1992-2001)
- エアバスA330-200 (1994)
※PT-MVA・PT-MVB、運航開始前に返却
- エアバスA320-200 (1994-1997)
- ボーイング737-400 (1996-1998)
- エアバスA340-300 (2001-2017)

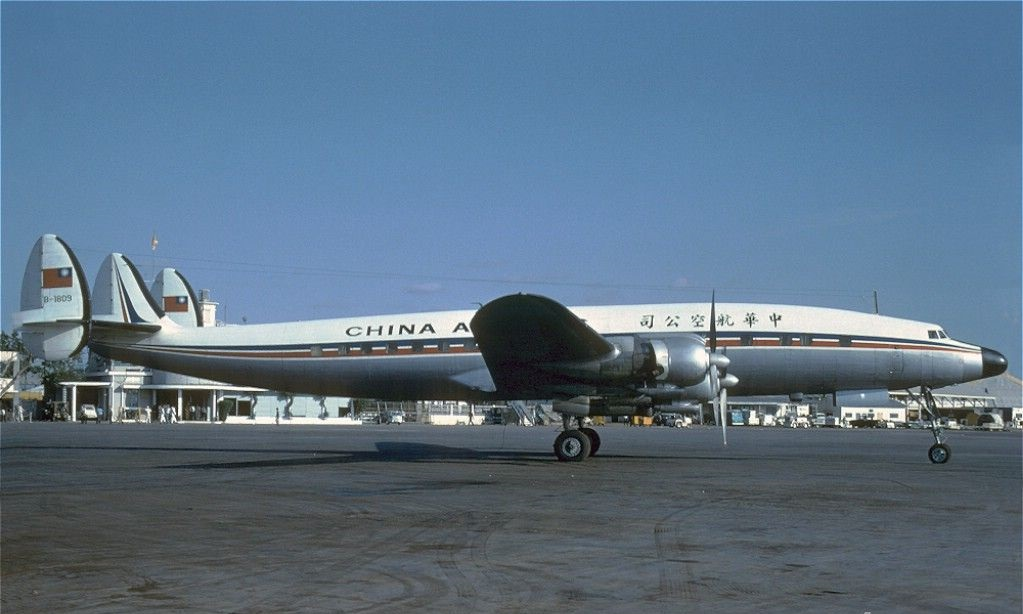
ロッキード L-1049 コンステレーション
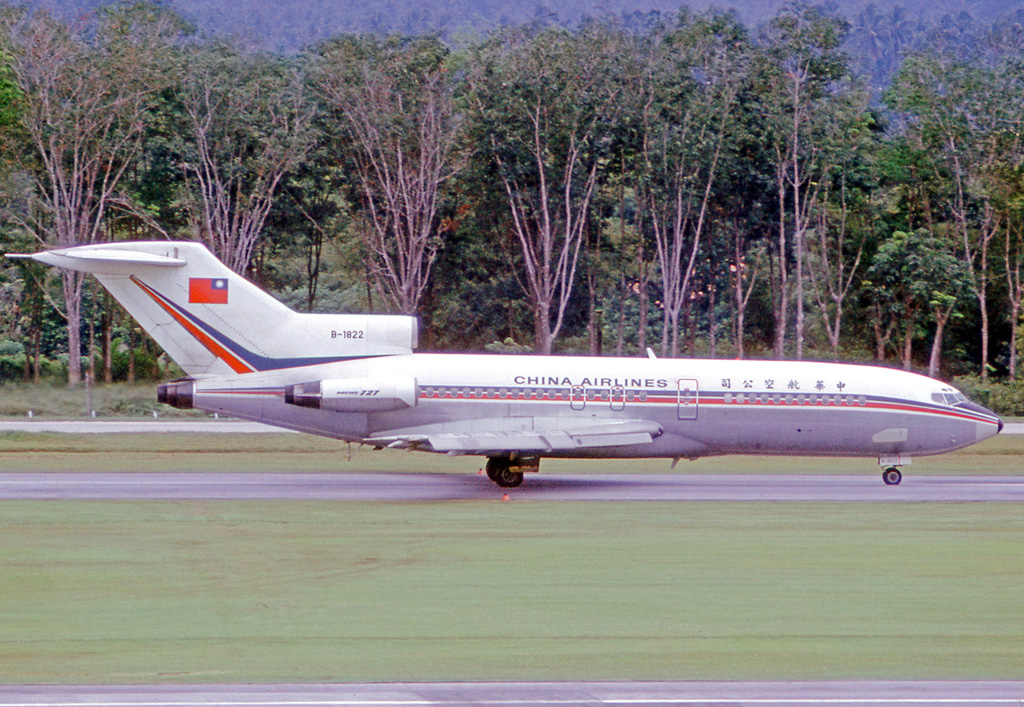
ボーイング727-100
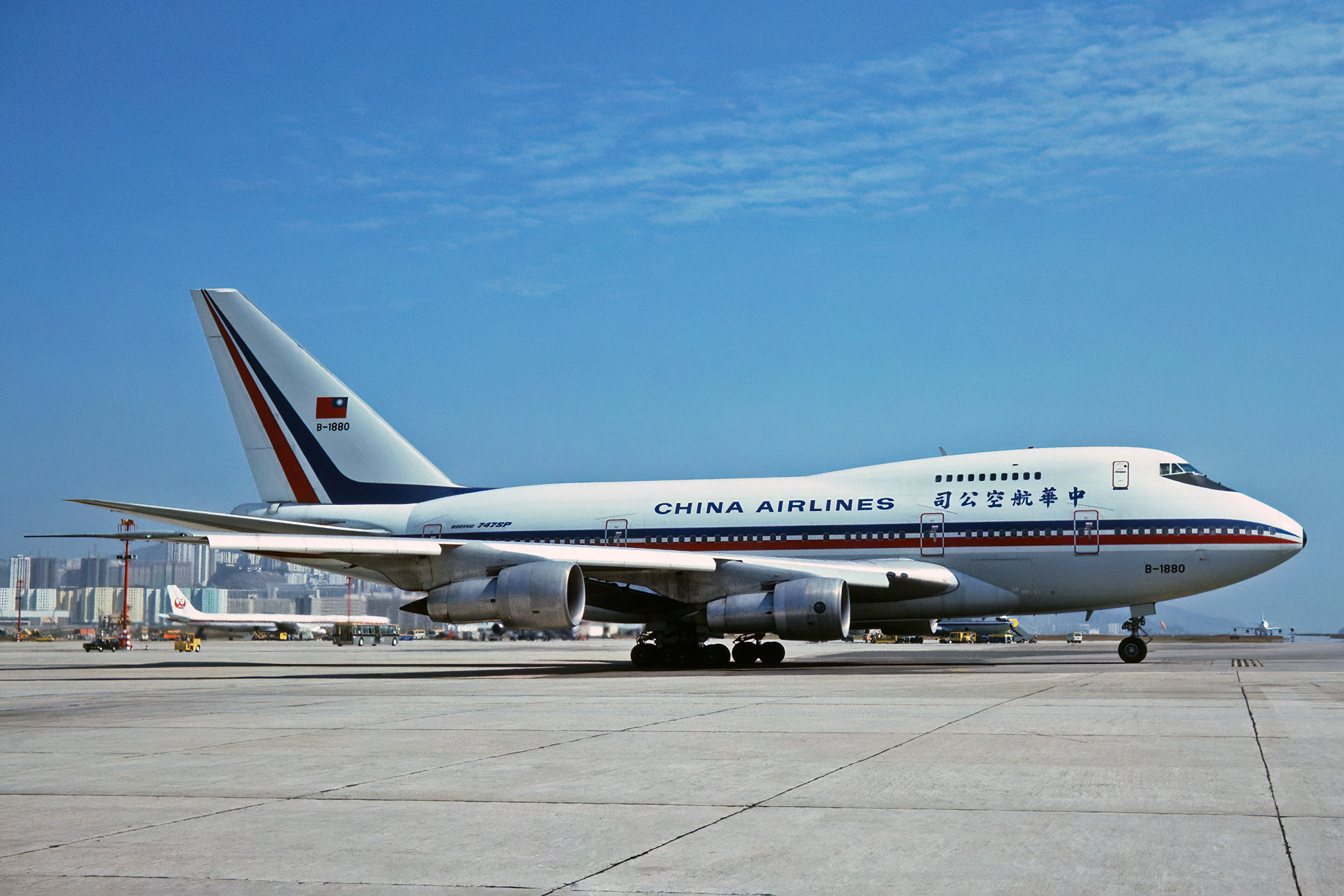
ボーイング747-SP
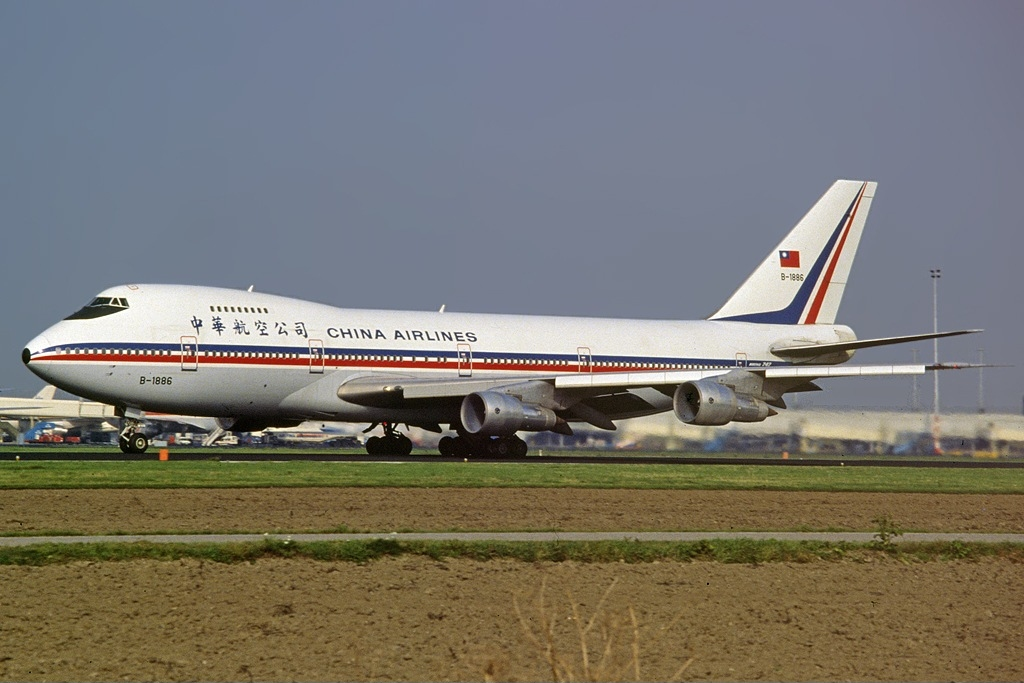
ボーイング747-200B
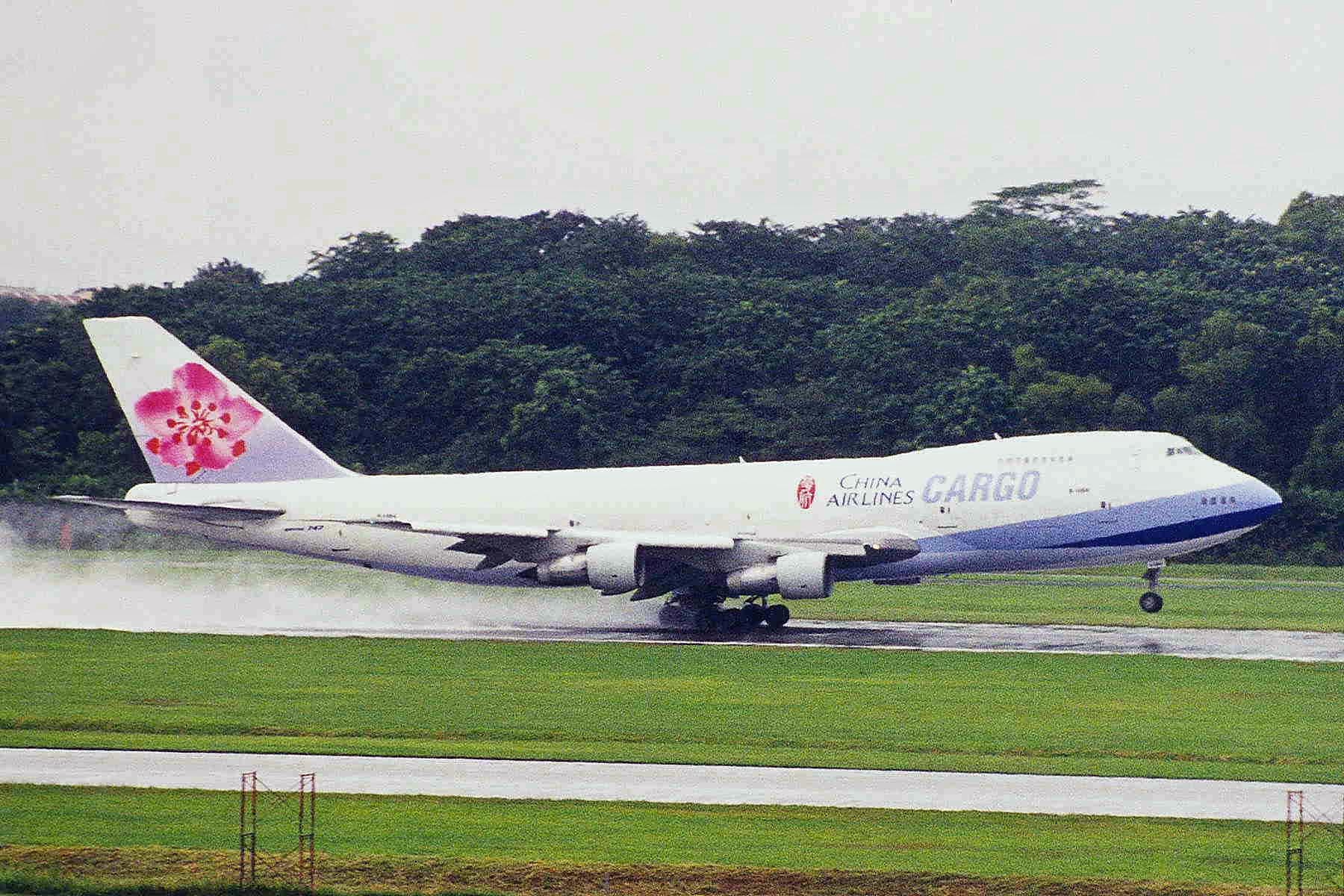
ボーイング747-200F
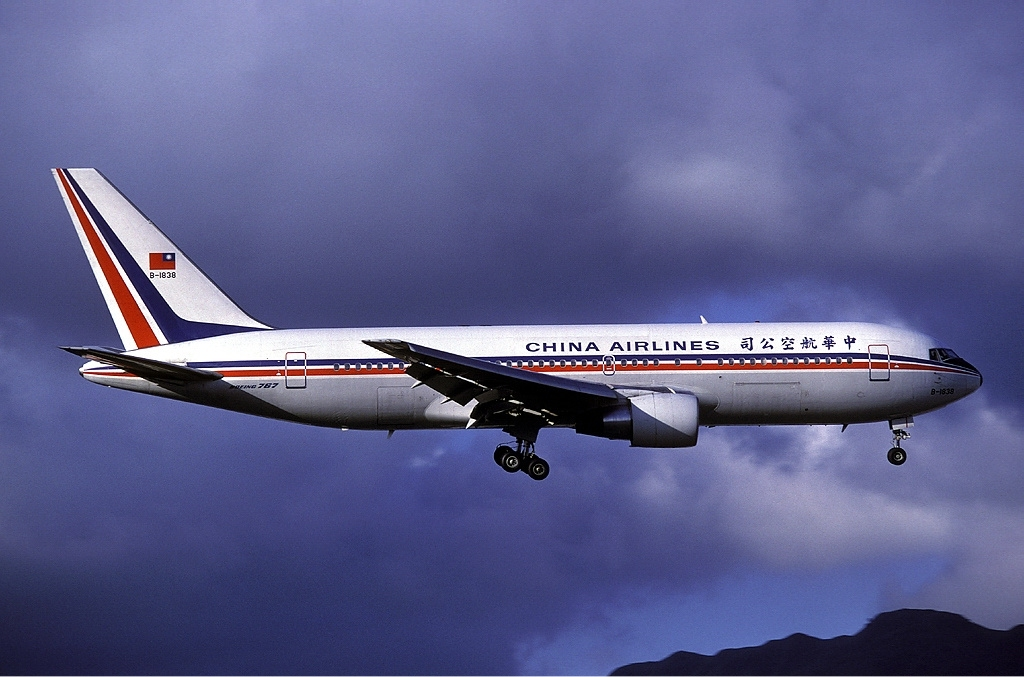
ボーイング767-200
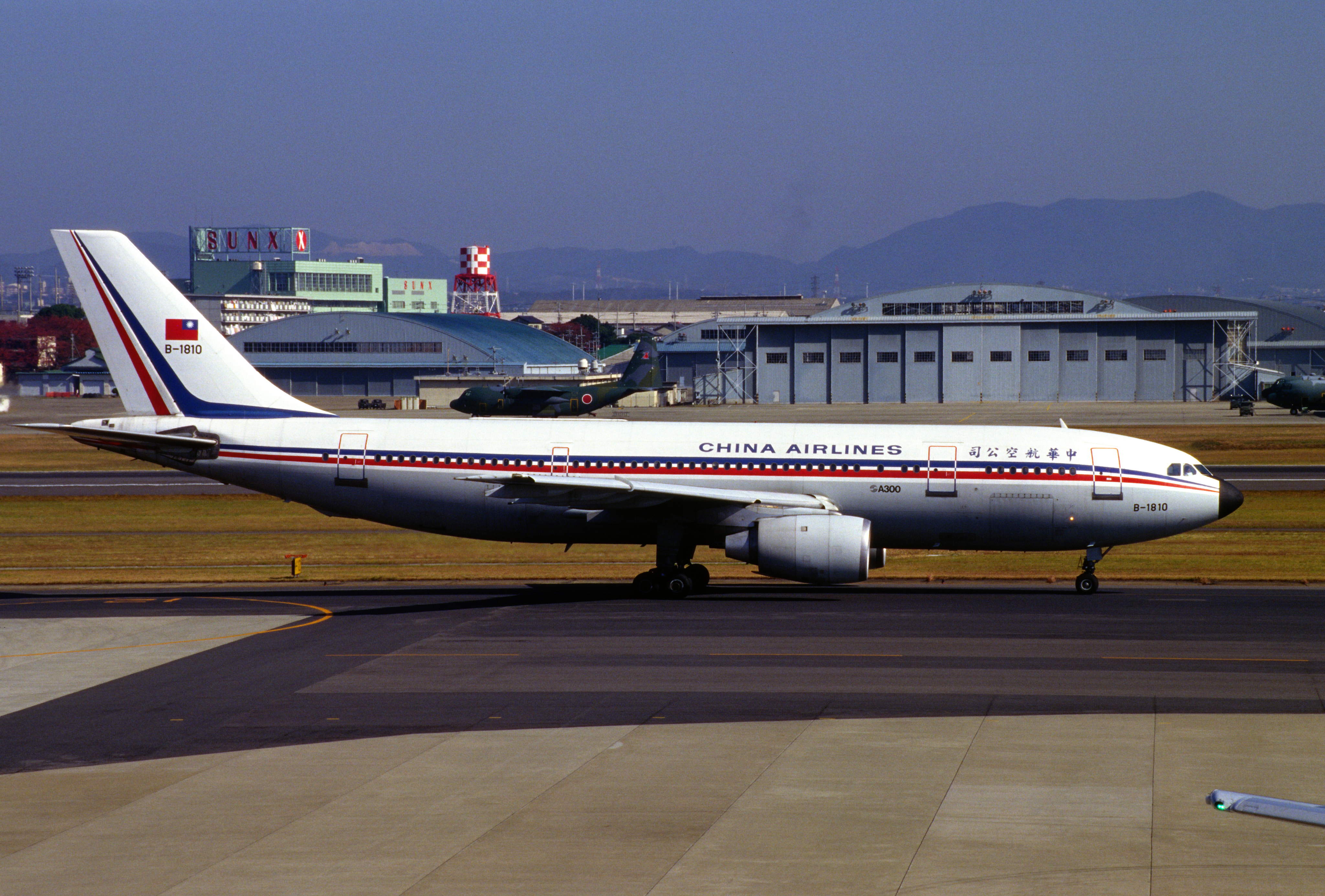
エアバスA300B4-200
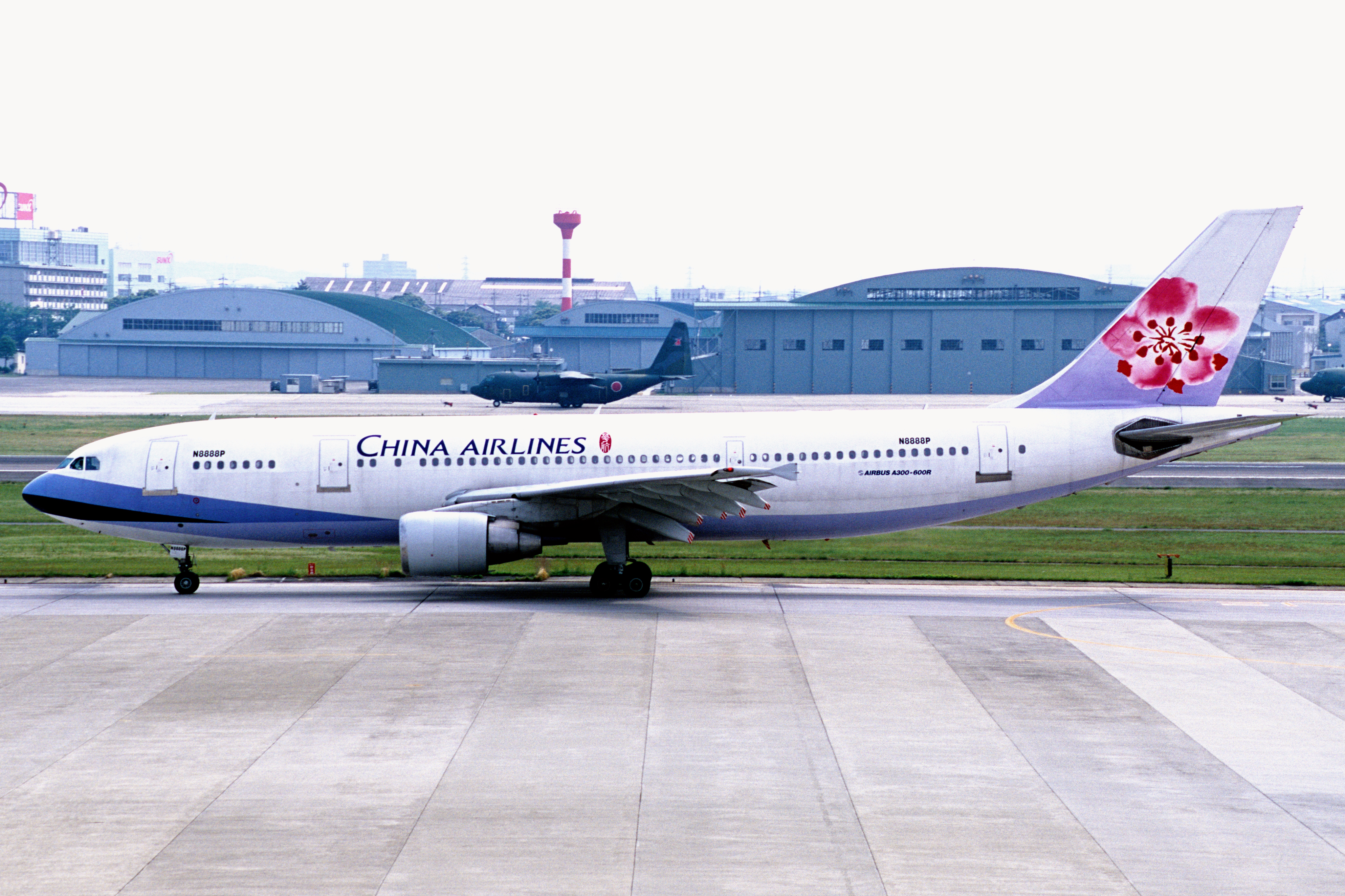
エアバスA300-600R
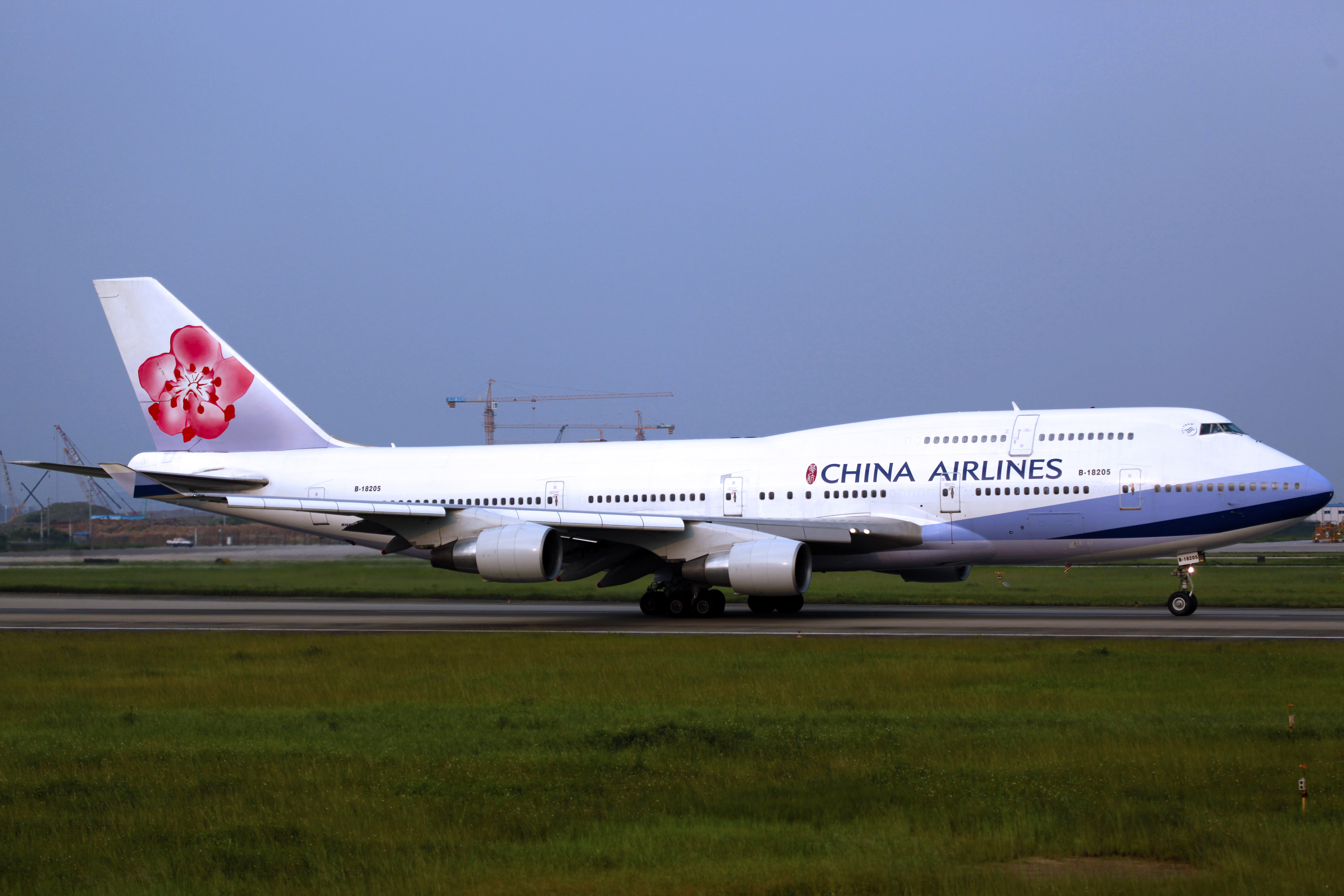
ボーイング747-400
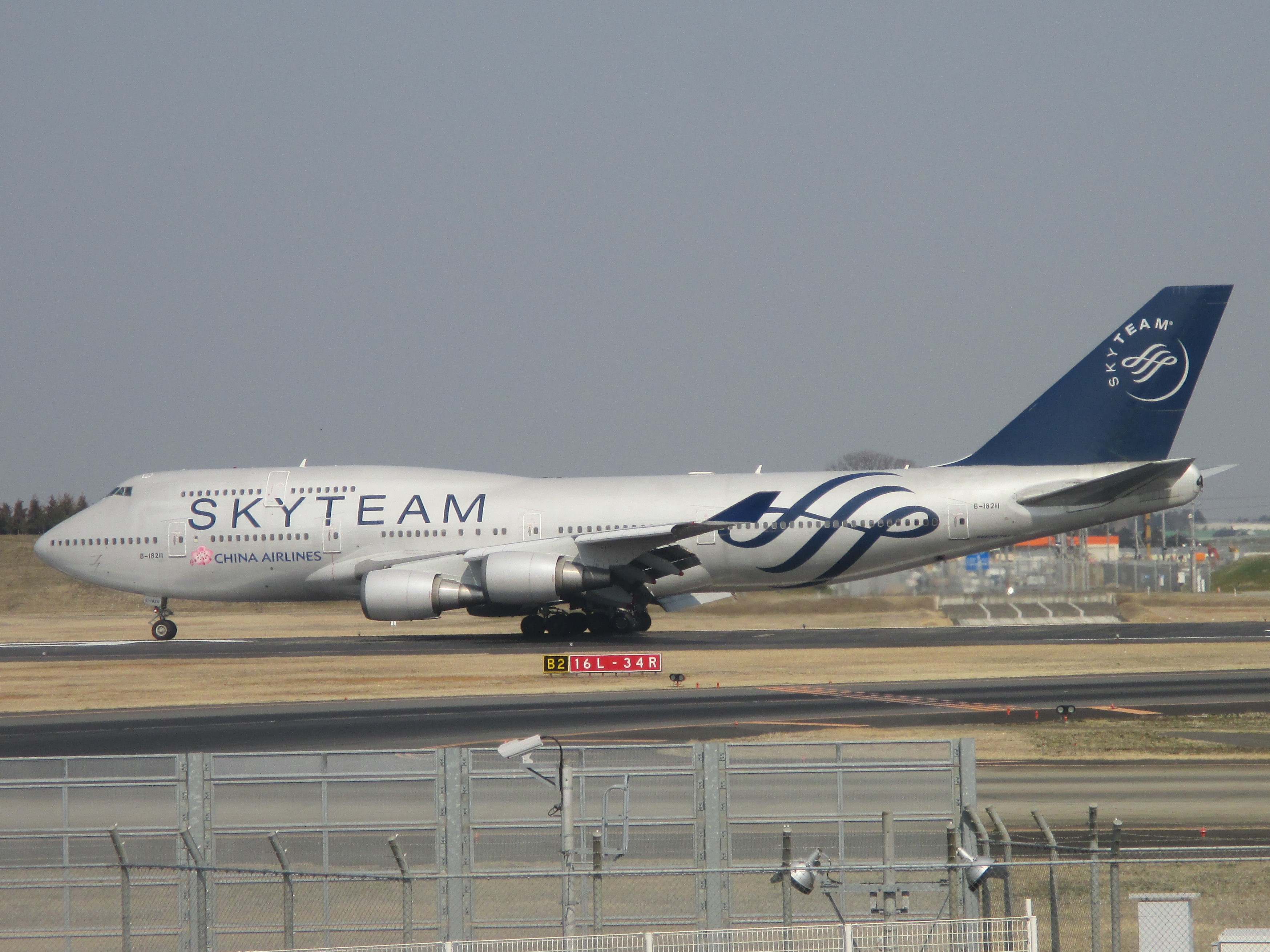
ボーイング747-400（スカイチーム塗装）
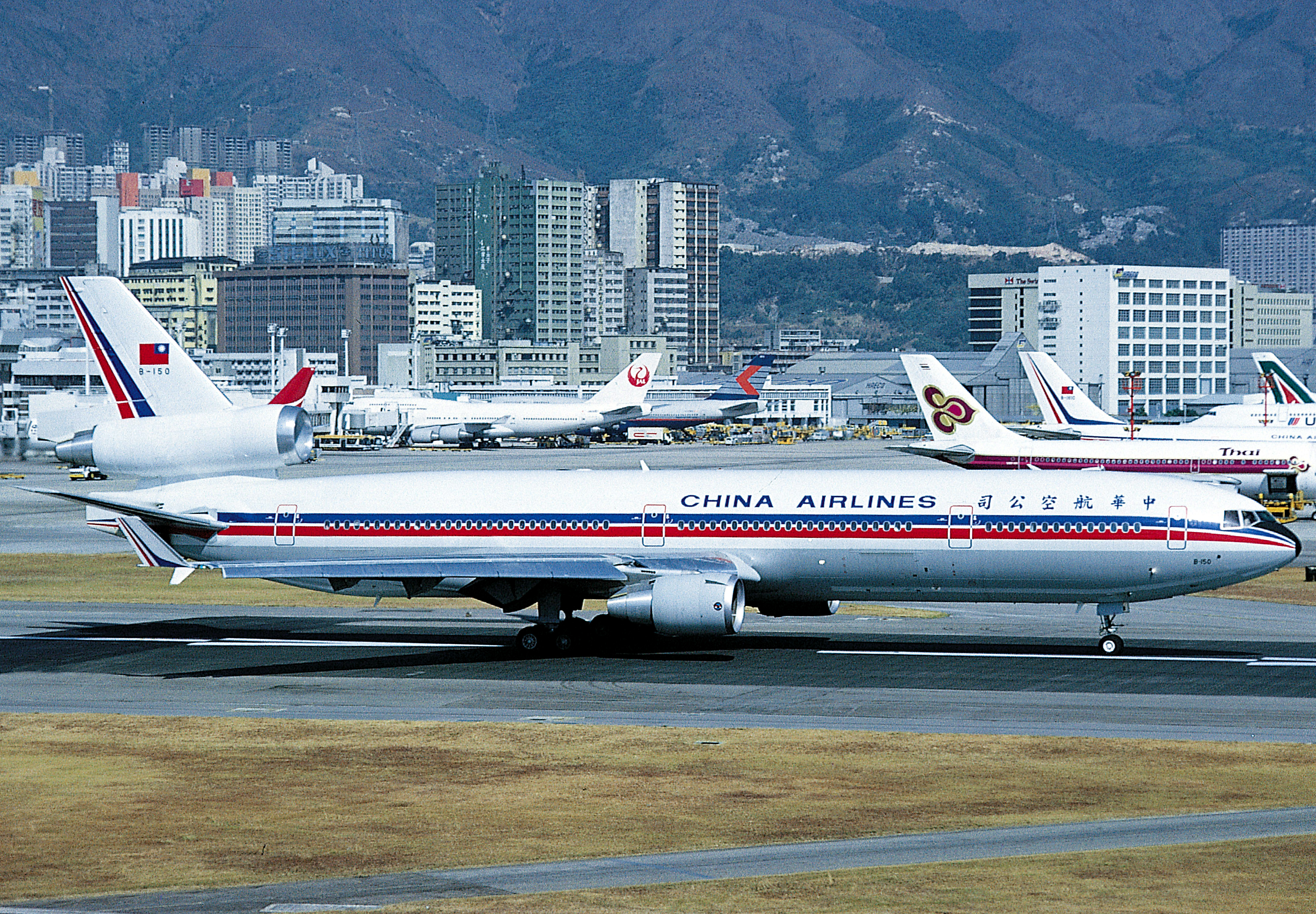
マクドネル・ダグラス MD-11
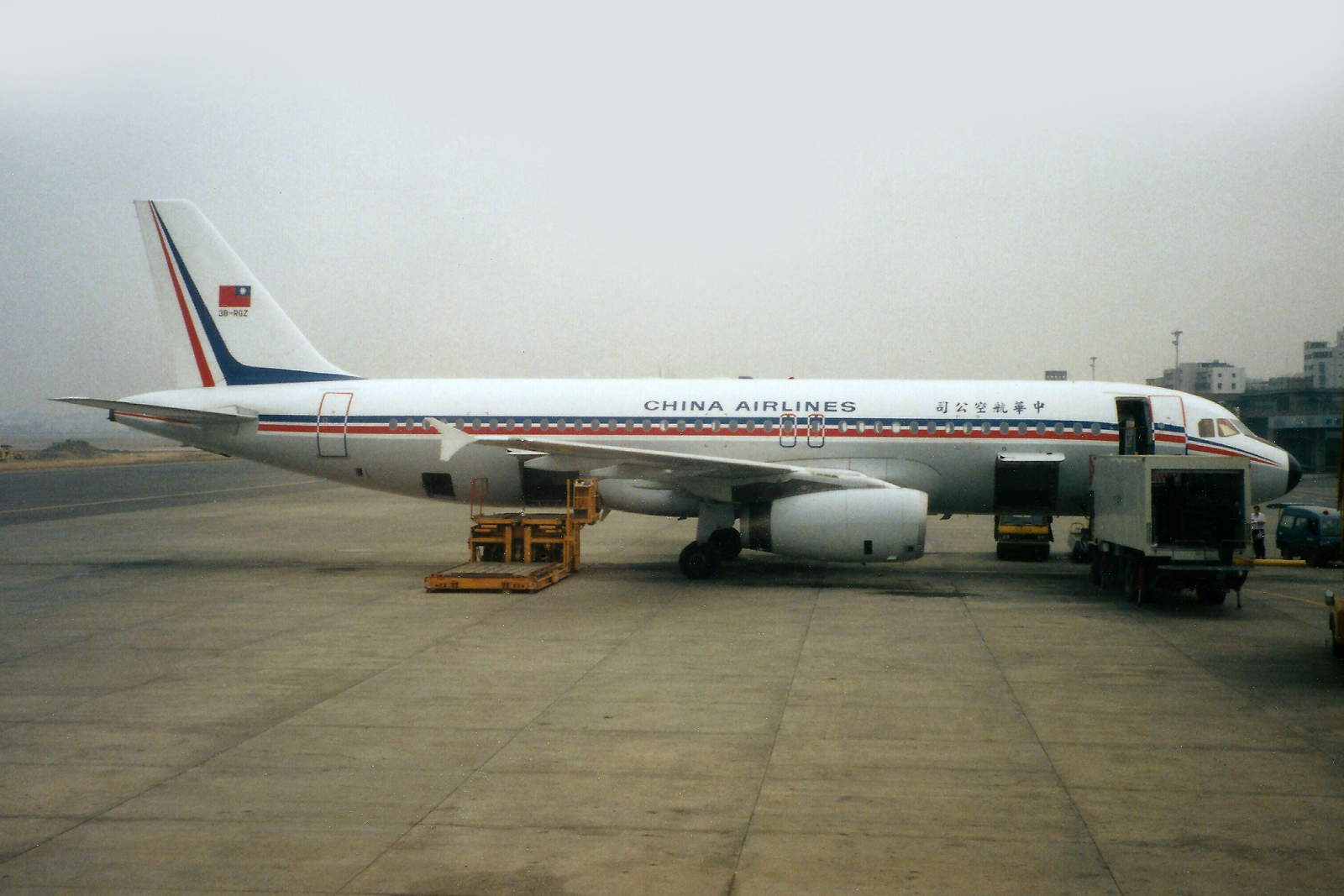
エアバスA320-200
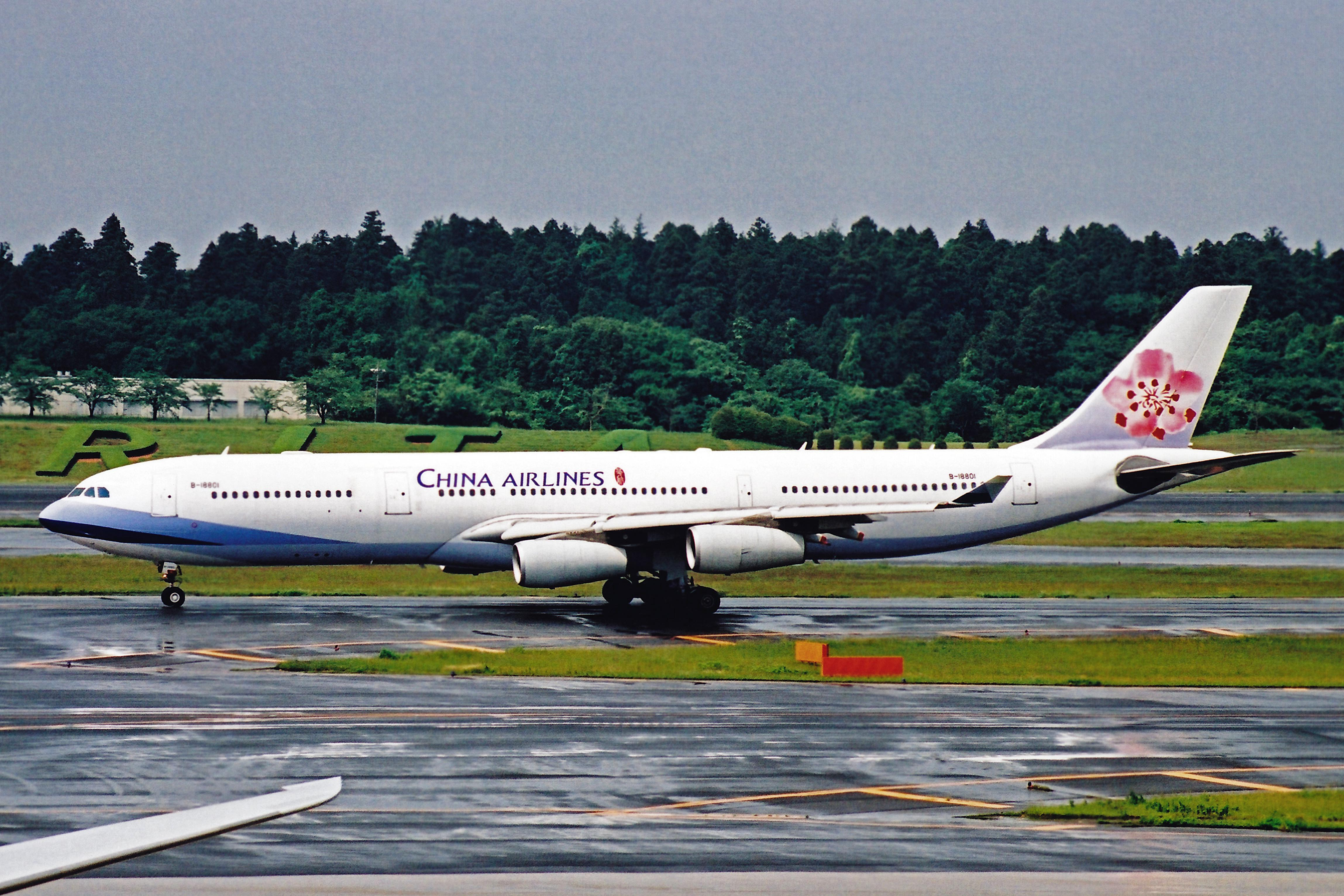
エアバスA340-300

## 事故・トラブル

### 日本国内で発生した事故
1994年4月26日、台北・中正国際空港（現:台湾桃園国際空港）発県営名古屋空港行きの中華航空140便（エアバスA300-600R型機・登録番号B-1816）が、名古屋空港にて着陸復行（ゴーアラウンド）を試みた際に自動操縦の着陸復行モードが解除されずに操縦ミスも重なって失速し、腹打ちになる形で墜落した。折り返しの便の燃料も積んでいた機体は大破し爆発。乗客乗員271人のうち264人が死亡し、生還した7人も重傷を負う大惨事となった。本事故は日本国内では日本航空123便墜落事故に次ぐ規模の事故であり、エアバスA300型機でも3番目の死者数を出す惨事であった。なお中華航空はこの事故を受け、翌1995年に日本での呼称を「チャイナエアライン」へ改めた。
2007年8月20日午前10時35分頃、台北/桃園発沖縄/那覇行きのチャイナエアライン120便（ボーイング737-800型機・登録記号B-18616）が那覇空港へ着陸後、41番スポットに到着時に右翼エンジン付近から燃料漏れが発生、爆発炎上した。事故機には乗客157名（日本人23名・幼児2名を含む）、パイロット2名、及び客室乗務員6名（日本人乗務員1名を含む）の計165名が搭乗していたが、幸い死者は出なかった。

### 安全への取り組みと課題
かつては中華民国軍から転籍したパイロット・整備士が多数在籍し、民間航空機との操作や設計思想の違いから、ヒューマンエラーによる事故が頻発しており、1986年2月16日に起きた澎湖諸島付近での墜落事故以来、数度に渡る死亡事故を起こしていた時期があった。同社が現在までに起こした事故による死者は計749人である。
1990年代から2000年代前半までの中華航空・チャイナエアラインには「華航四年大限」と呼ばれるジンクスがあった。それは「チャイナエアラインでは4年ごとに大規模な死亡事故が発生する」というものであり、この頃の安全性における評判は極めて芳しくないものであった。
このジンクスに該当する事故は以下の通りである。
- CI140便（1994年4月26日、上述）
- CI676便（1998年2月16日）
- CI611便（2002年5月25日）

しかしながら、航空機の安全性・信頼性の向上、パイロットの自社養成、外部航空会社から整備部門の責任者を招聘、日本航空を退職したパイロットの雇い入れなど安全性の向上に努めており、2002年のCI611便空中分解事故以降、チャイナエアラインは2024年現在まで20年以上に渡り一切の死亡事故を起こしていない（上述した那覇空港での120便事故でも、乗客乗員全員が脱出に成功し生還している）。

## 関連会社
チャイナエアライングループの関係する主な企業は以下の通りである。
- マンダリン航空
- タイガーエア台湾
- CAL-Asia Investment
- CAL Hotel
- CAL Park（英語版）
- Dynasty Aerotech International
- Taiwan Air Cargo Terminals Limited（英語版）
- Taiwan Aircraft Maintenance & Engineering Co.（TAMECO）
- Taoyuan International Airport Services Limited（英語版）
- Yestrip

など